# Gründerväter der Vereinigten Staaten
Als Gründerväter der Vereinigten Staaten (englisch Founding Fathers) werden die Männer bezeichnet, die die am 4. Juli 1776 verabschiedete Unabhängigkeitserklärung bzw. die Verfassung der Vereinigten Staaten unterzeichneten oder auf andere Weise als Führer der Patrioten an der Amerikanischen Unabhängigkeitsbewegung teilnahmen. Den Gründervätern werden bemerkenswerte intellektuelle Fähigkeiten und Weitsicht zugeschrieben.

Die Unterzeichnung der Unabhängigkeitserklärung
(Gemälde von John Trumbull, 1819)

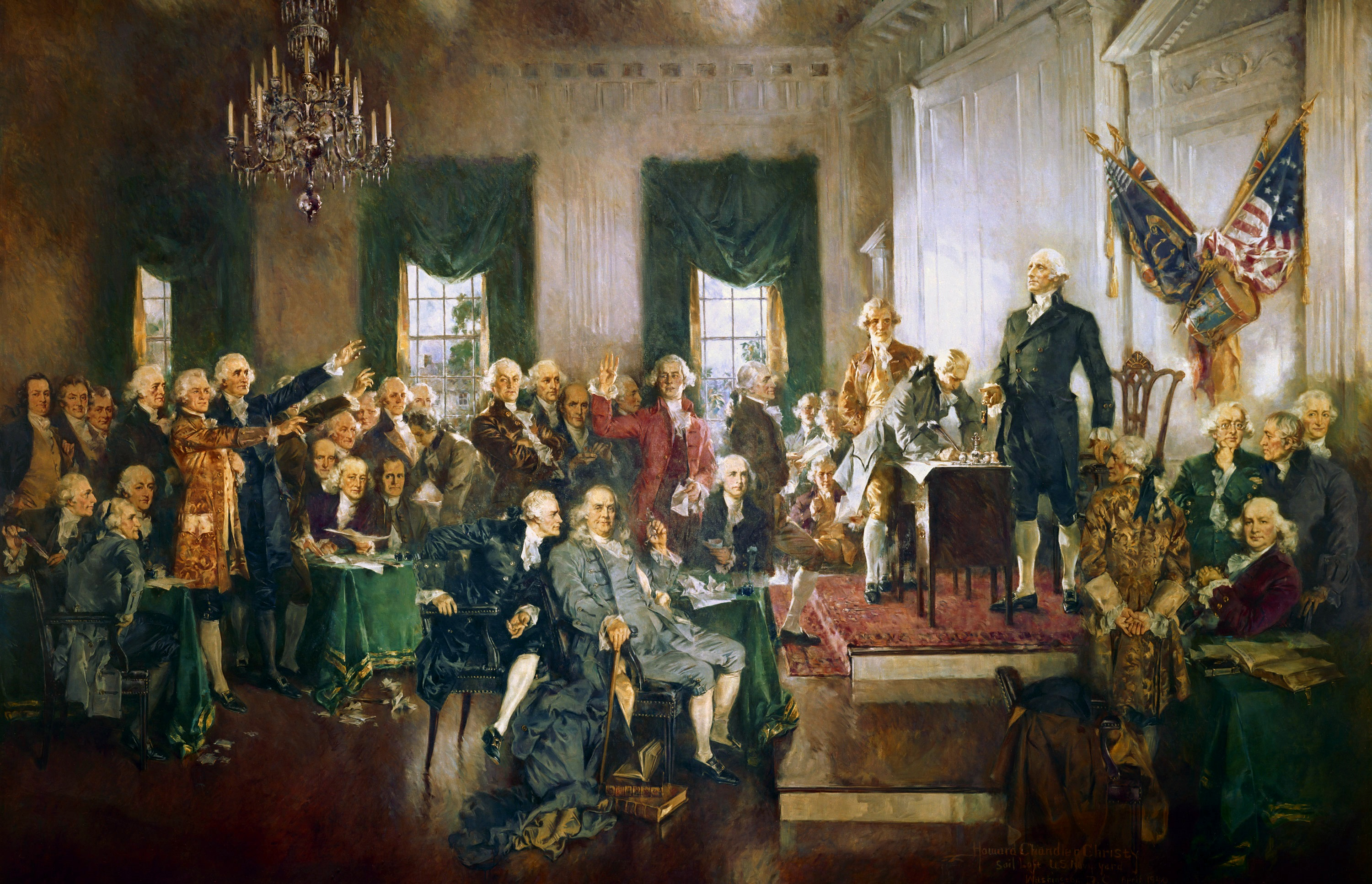
Szene bei der Unterzeichnung der Verfassung der Vereinigten Staaten. Gemälde von Howard Chandler Christy, 1940

## Begriff
Die Begriff der founding fathers, deutsch: Gründerväter, wurde durch den 29. US-Präsident Warren G. Harding bekannt, der diesen Ausdruck unter anderem in seiner Antrittsrede am 4. März 1921 verwendete, und geht auf Judson C. Welliver zurück, Hardings Redenschreiber.

## Die Delegierten des Verfassungskongresses
Die 55 Delegierten, die an der Philadelphia Convention teilnahmen, bildeten einen Querschnitt der Führungselite des kolonialen Amerika im 18. Jahrhundert. Fast alle von ihnen waren gut ausgebildete Männer mit Auffassungen, die mit denen der Mehrheit in ihren Kommunen und Staaten übereinstimmten und viele waren in nationalem Maßstab bekannt. Praktisch jeder von ihnen hatte an der Amerikanischen Unabhängigkeitsbewegung teilgenommen; mindestens 29 hatten in den Streitkräften der Kontinentalarmee gedient, viele in kommandierenden Positionen.

### Politische Erfahrungen
Die Gruppe im Ganzen hatte umfassende politische Erfahrungen. Zum Zeitpunkt des Kongresses waren vier Fünftel von ihnen (insgesamt 41 Personen) derzeitige oder ehemalige Mitglieder des Kontinentalkongresses. Mifflin und Gorham hatten als Präsident gearbeitet. Die einzigen ohne Erfahrungen im Kontinentalkongress waren Bassett, Blair, Brearley, Broom, Davie, Jonathan Dayton, Alexander Martin, Luther Martin, George Mason, McClurg, Paterson, Charles Cotesworth Pinckney, Strong und Yates. Acht Männer (Clymer, Franklin, Gerry, Morris, Read, Sherman, Wilson und Wythe) hatten die Unabhängigkeitserklärung unterzeichnet. Aber nur zwei – Sherman und Robert Morris – unterschrieben alle drei der Grundlagendokumente der Nation. So gut wie alle der 55 Delegierten hatten Erfahrungen aus kolonialen und Staatsregierungen. Dickinson, Franklin, Langdon, Livingston, Alexander Martin, Randolph, Read und Rutledge waren Gouverneure gewesen und die Mehrheit hatte in County- und Lokalverwaltungen gearbeitet.

### Berufe
Die Delegierten übten eine breite Palette von Berufen aus und viele verfolgten gleichzeitig mehr als eine Karriere. 35 waren Rechtsanwälte oder hatten eine juristische Ausbildung genossen, obwohl nicht alle diesem Beruf zur Bestreitung ihres Lebensunterhaltes nachgingen. Einige waren außerdem Richter geworden.
Zum Zeitpunkt des Kongresses waren 13 von ihnen Geschäftsleute, Händler, Schiffshändler oder Spediteure: Blount, Broom, Clymer, Dayton, Fitzsimons, Gerry, Gilman, Gorham, Langdon, Robert Morris, Pierce, Sherman und Wilson. Sechs waren Landspekulanten im großen Stil: Blount, Dayton, Fitzsimons, Gorham, Robert Morris und Wilson. Elf spekulierten groß angelegt mit Sicherheiten: Bedford, Blair, Clymer, Dayton, Fitzsimons, Franklin, King, Langdon, Robert Morris, Charles Cotesworth Pinckney und Sherman. Zwölf besaßen oder verwalteten Sklavenplantagen oder große Farmen: Bassett, Blair, Blount, Butler, Carroll, Jenifer, Mason, Charles Pinckney, Charles Cotesworth Pinckney, Rutledge, Spaight und Washington. Madison besaß Sklaven. Broom und Few waren kleine Farmer.
Neun der Männer erhielten einen wesentlichen Anteil ihres Einkommens aus öffentlichen Ämtern: Baldwin, Blair, Brearley, Gilman, Jenifer, Livingston, Madison und Rutledge. Drei hatten sich aus dem aktiven Geschäft zurückgezogen: Franklin, McHenry und Mifflin. Franklin und Williamson waren neben ihren anderen Beschäftigungen Wissenschaftler. McClurg, McHenry und Williamson waren Ärzte und Johnson war Universitätspräsident. Baldwin war Priester gewesen und Williamson, Madison, Ellsworth und vielleicht auch andere hatten Theologie studiert, waren aber nie ordiniert worden.
Einige der Delegierten waren reich. Washington und Robert Morris gehörten zu den vermögendsten Männern der Nation. Carroll, Houston, Jenifer und Mifflin waren ebenfalls extrem wohlhabend. Die meisten anderen hatten finanzielle Ressourcen, die von gut bis hervorragend reichten. Unter denen mit den eingeschränktesten Möglichkeiten waren Baldwin, Brearley, Broom, Few, Madison, Paterson und Sherman; trotzdem ging es ihnen sehr gut.
Eine erhebliche Zahl der Männer war in führenden Familien geboren worden: Blair, Butler, Carroll, Houston, Ingersoll, Jenifer, Johnson, Livingston, Mifflin, Gouverneur Morris, beide Pinckneys, Randolph, Rutledge, Washington und Wythe. Andere waren durch eigene Kraft aus bescheidenen Verhältnissen empor gekommen: Few, Franklin, Gorham, Hamilton und Sherman.

### Geografischer und Bildungshintergrund
Die meisten der Delegierten waren in den dreizehn Kolonien geboren worden. Nur acht kamen anderswo zur Welt: vier (Butler, Fitzsimons, McHenry und Paterson) in Irland, zwei (Davie und Robert Morris) in England, einer (Wilson) in Schottland und einer (Hamilton) auf den Westindischen Inseln. Die Mobilität widerspiegelnd, die das amerikanische Leben immer charakterisiert hatte, waren viele von ihnen von Staat zu Staat gezogen. 16 hatten bereits in mehr als einem Staat oder einer Kolonie gelebt oder gearbeitet: Baldwin, Bassett, Bedford, Dickinson, Few, Franklin, Ingersoll, Livingston, Alexander Martin, Luther Martin, Mercer, Gouverneur Morris, Robert Morris, Read, Sherman und Williamson. Andere hatten im Ausland studiert oder waren gereist.
Der Bildungshintergrund der Gründerväter war sehr unterschiedlich. Einige, wie Franklin, waren weitgehende Autodidakten und hatten nur eine dürftige Grundausbildung erhalten. Andere waren von Privatlehrern oder in privaten Akademien unterrichtet worden. Mehr als die Hälfte hatte in Kolonien in Britisch-Nordamerika oder im Ausland an Colleges studiert oder einen Abschluss gemacht. Einige Männer hatten weiterführende oder Ehrentitel erhalten. Zum größten Teil waren die Delegierten hervorragend ausgebildet.

### Langlebigkeit und Familienleben
Für ihre Zeit wurden die Delegierten des Kongresses (wie auch die Unterzeichner der Unabhängigkeitserklärung) bemerkenswert alt. Ihr Durchschnittssterbealter lag bei beinahe 67. Johnson wurde 92, John Adams 90 und Few, Franklin, Madison, Williamson und Wythe wurden über 80. 15 oder 16 (abhängig von Fitzsimmons exaktem Alter) wurden über 70 und 20 oder 21 starben mit über 60. Acht wurden über 50; fünf über 40 und zwei (Hamilton und Spaight) wurden bei Duellen getötet. Als erster starb 1788 Houston; zuletzt 1836 Madison.
Die meisten der Delegierten heirateten und hatten Kinder. Sherman zeugte die meisten Kinder: 15 von zwei Ehefrauen. Mindestens neun (Bassett, Brearley, Johnson, Mason, Paterson, Charles Cotesworth, Pinckney, Sherman, Wilson und Wythe) heirateten mehr als einmal. Vier (Baldwin, Gilman, Jenifer und Alexander Martin) waren lebenslang Junggesellen. In Dingen der Religion spiegelten die Männer den überwältigenden Charakter des amerikanischen religiösen Lebens dieser Zeit wider und waren Mitglieder verschiedener Konfessionen. Nur zwei, Carroll und Fitzsimons, waren römisch-katholisch. Einige gehörten keiner speziellen Religion an. Einige waren erklärte Gegner organisierter Religionen.

### Karrieren nach dem Kongress
Die anschließenden Karrieren der Delegierten reflektieren ihre Fähigkeiten ebenso wie die Launen des Schicksals. Die meisten waren erfolgreich, obwohl sieben (Fitzsimons, Gorham, Luther Martin, Mifflin, Robert Morris, Pierce und Wilson) ernsthafte finanzielle Schwierigkeiten erlitten, die sie nahe an den Bankrott brachten. Zwei, Blount und Dayton, waren in möglicherweise verräterische Aktivitäten verwickelt. Doch die meisten aus der Gruppe setzten, wie vor dem Kongress, ihre herausragenden öffentlichen Dienste fort, insbesondere in der neuen Regierung, die zu schaffen sie geholfen hatten.
Washington, John Adams, Jefferson und Madison wurden Präsidenten der Vereinigten Staaten und King und Charles Cotesworth Pinckney wurden als Kandidaten für das Amt nominiert. Gerry diente als Madisons Vizepräsident. Hamilton, McHenry, Madison und Randolph hatten Kabinettsposten inne. 19 wurden US-Senatoren: Baldwin, Bassett, Blount, Butler, Dayton, Ellsworth, Few, Gilman, Johnson, King, Langdon, Alexander Martin, Gouverneur Morris, Robert Morris, Paterson, Charles Pinckney, Read, Sherman und Strong. 13 dienten im Repräsentantenhaus: Baldwin, Carroll, Clymer, Dayton, Fitzsimons, Gerry, Gilman, Madison, Mercer, Charles Pinckney, Sherman, Spaight und Williamson; Dayton als Sprecher. Vier Mann (Bassett, Bedford, Brearley und Few) dienten als Bundesrichter, vier weitere (Blair, Paterson, Rutledge und Wilson) als assoziierte Richter am obersten Bundesgericht. Rutledge und Ellsworth hatten zudem die Position eines Oberrichters inne. Sieben andere (Davie, Ellsworth, Gerry, King, Gouverneur Morris, Charles Pinckney und Charles Cotesworth Pinckney) waren in diplomatischer Mission für die Nation unterwegs.
Viele Delegierte hatten wichtige Staatsämter inne, einschließlich des Gouverneursamtes (Blount, Davie, Franklin, Gerry, Langdon, Livingston, Alexander Martin, Mifflin, Paterson, Charles Pinckney, Spaight und Strong) und als Mitglied der Legislative. Und die meisten der Delegierten trugen auf viele Arten zum kulturellen Leben ihrer Städte, Kommunen und Staaten bei. Es überrascht nicht, dass viele ihrer Söhne und andere Abkömmlinge hohe Positionen im amerikanischen politischen und geistigen Leben errangen.

## Liste der Gründerväter
Benjamin Franklin war der einzige Gründervater, der neben der Verfassung auch die Unabhängigkeitserklärung und den Friedensvertrag mit dem Königreich Großbritannien unterzeichnete.

### 56 Unterzeichner der Unabhängigkeitserklärung

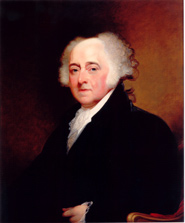
John Adams
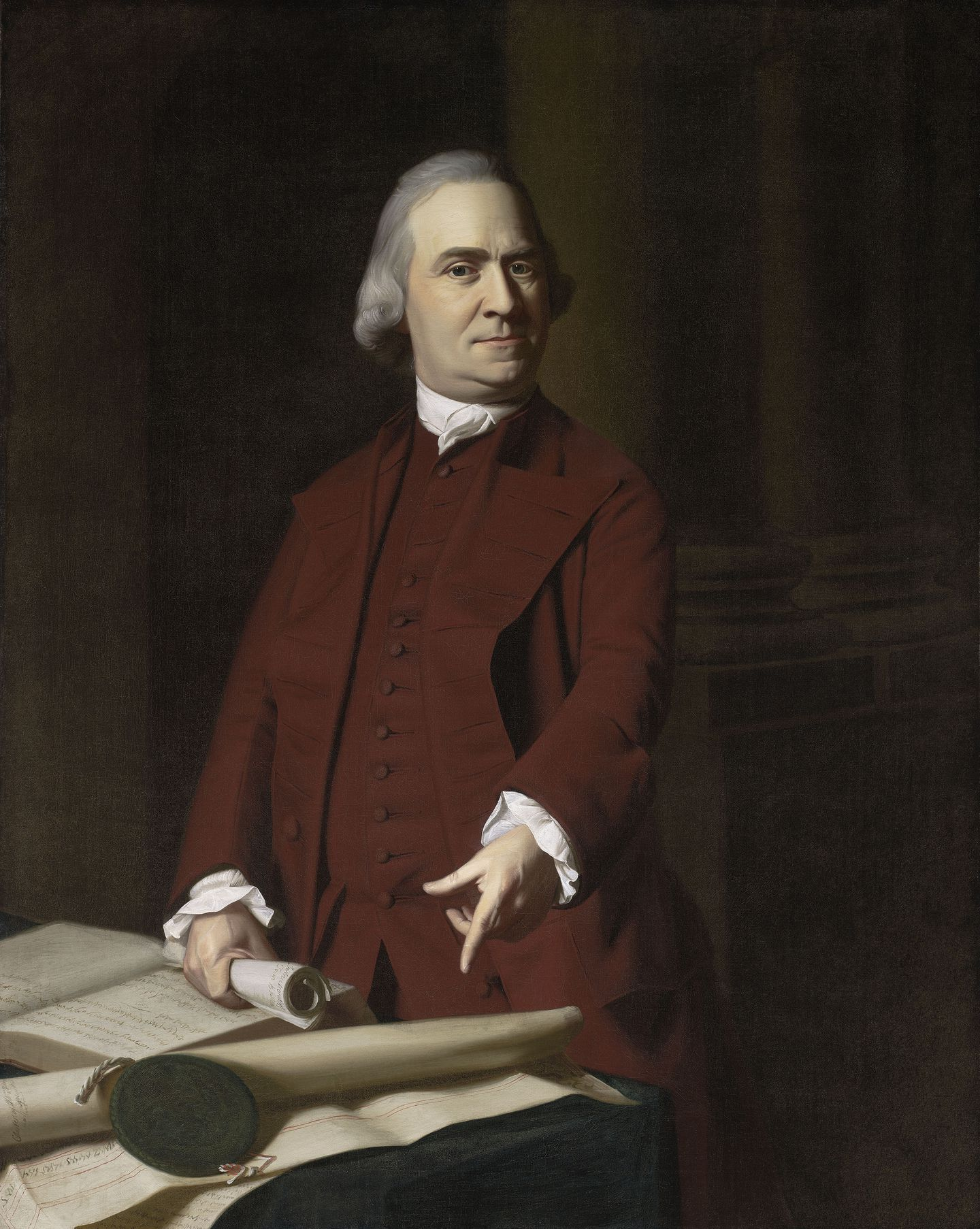
Samuel Adams
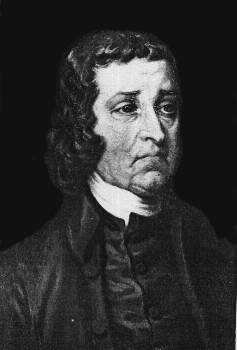
Josiah Bartlett
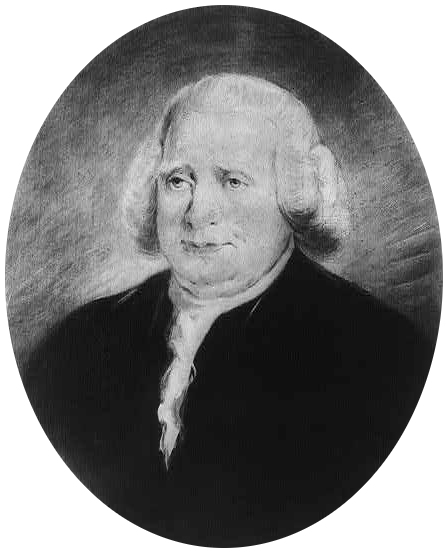
Carter Braxton
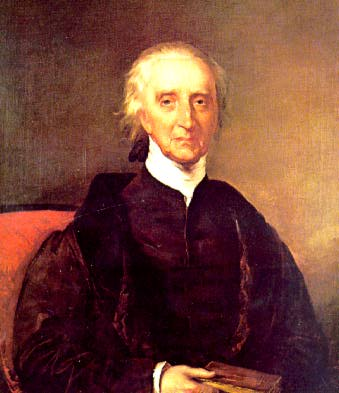
Charles Carroll
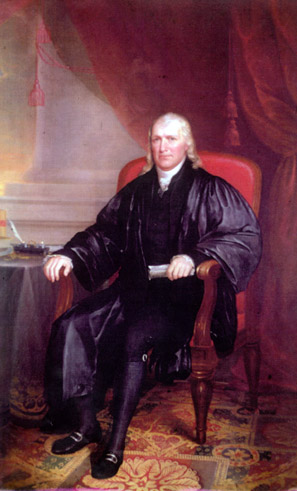
Samuel Chase
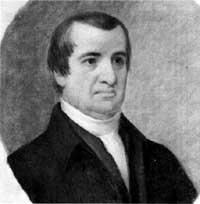
Abraham Clark
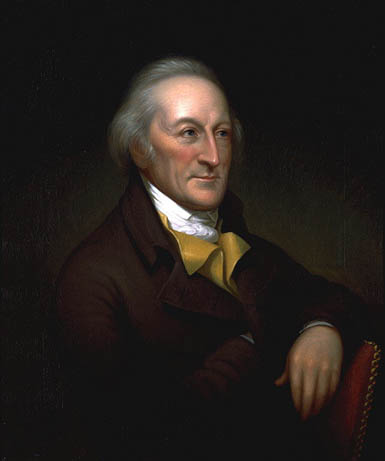
George Clymer
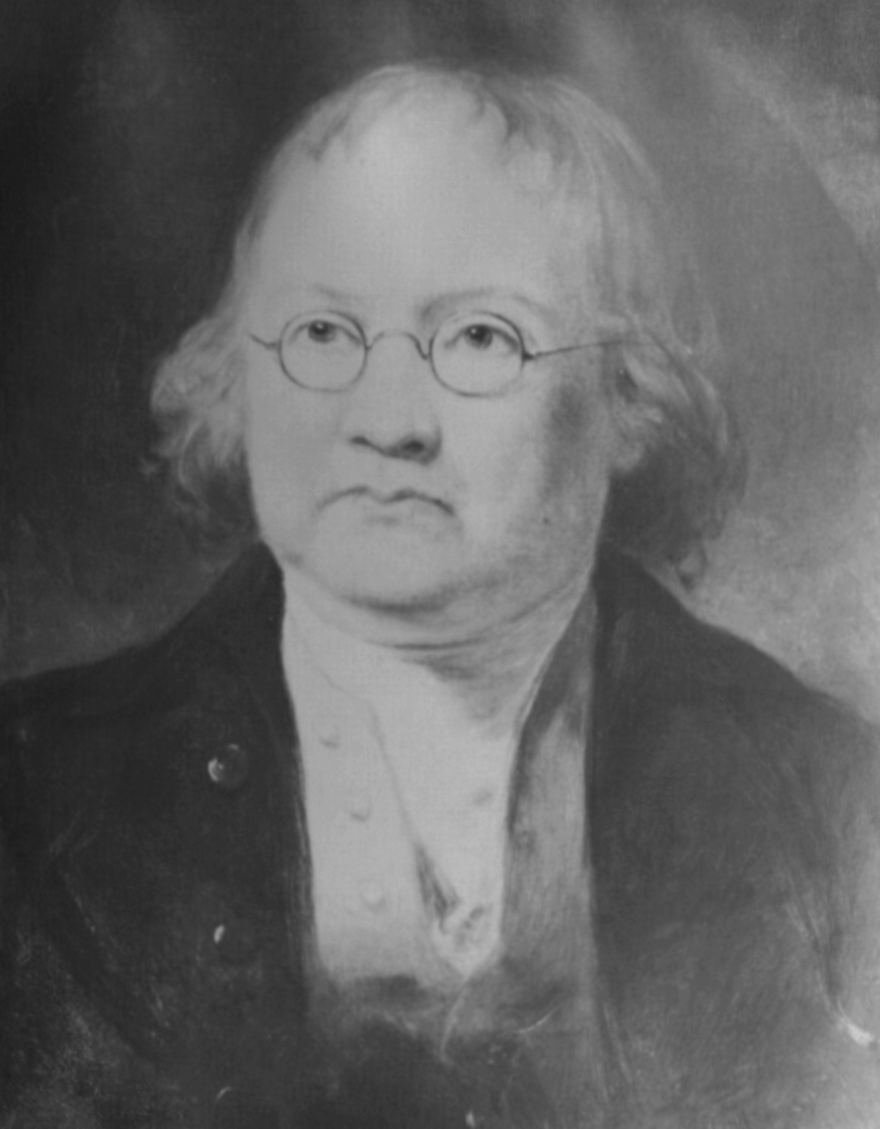
William Ellery
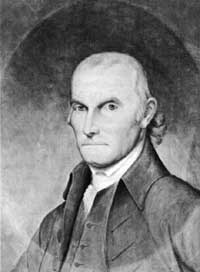
William Floyd
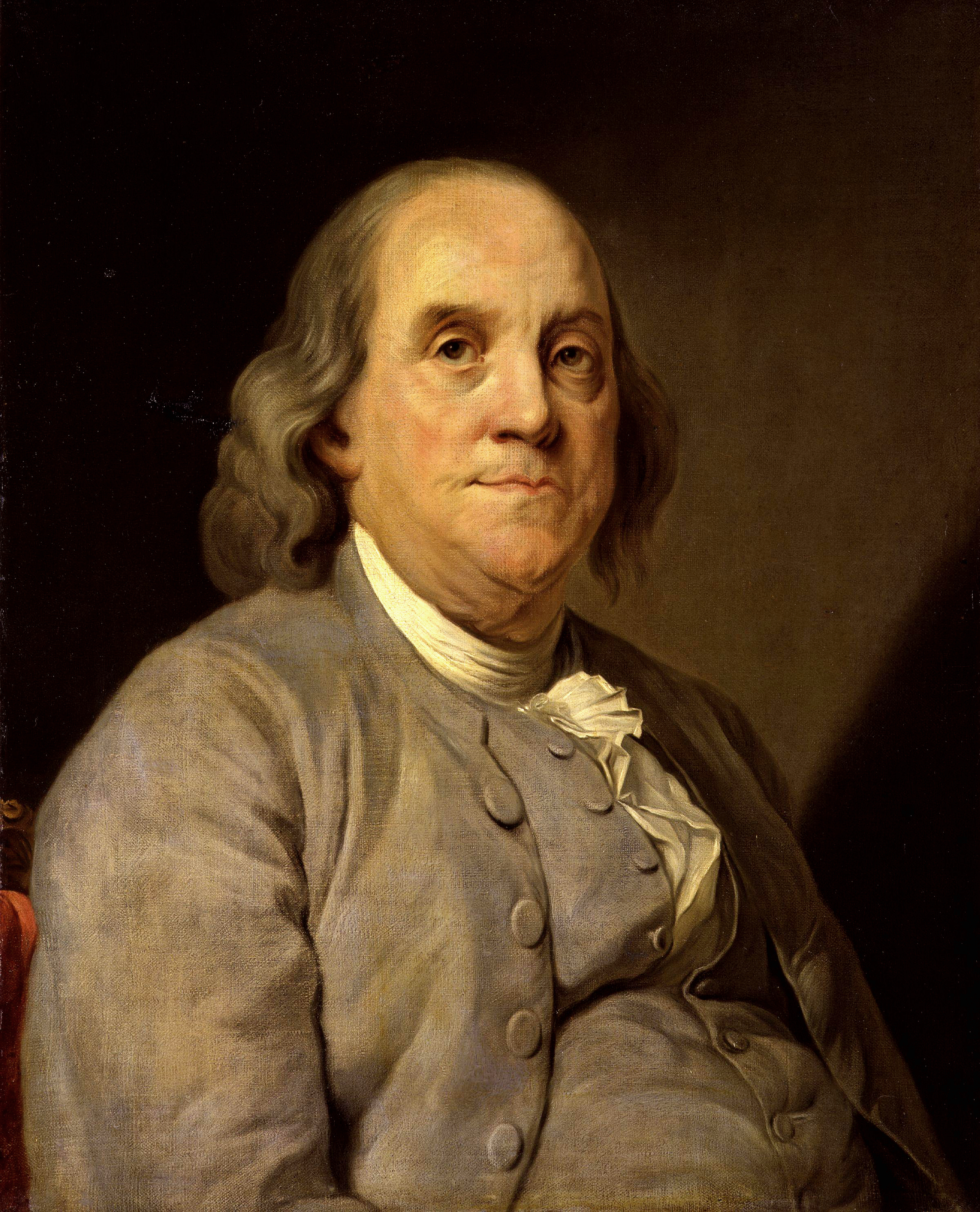
Benjamin Franklin
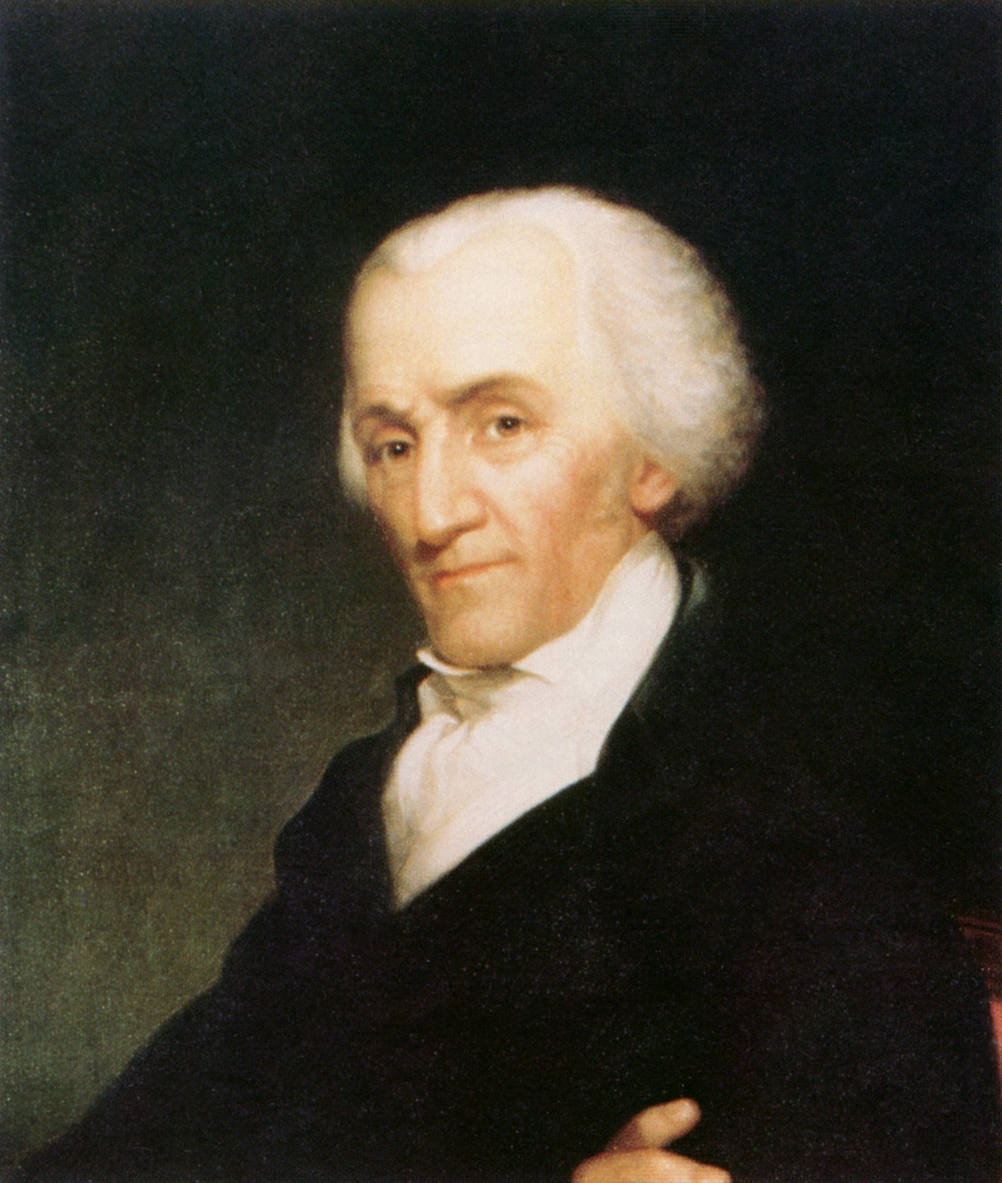
Elbridge Gerry
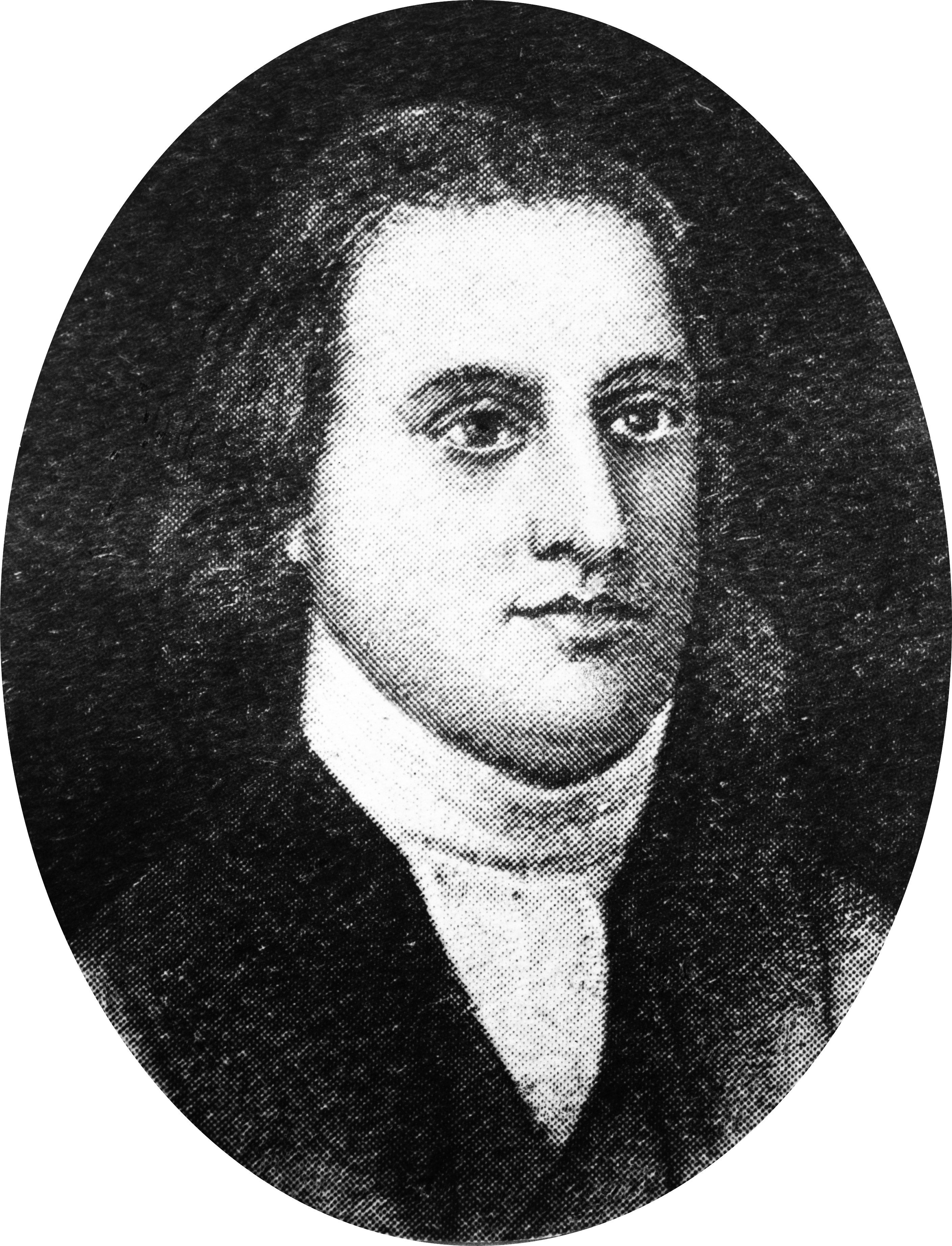
Button Gwinnett
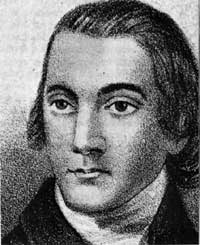
Lyman Hall
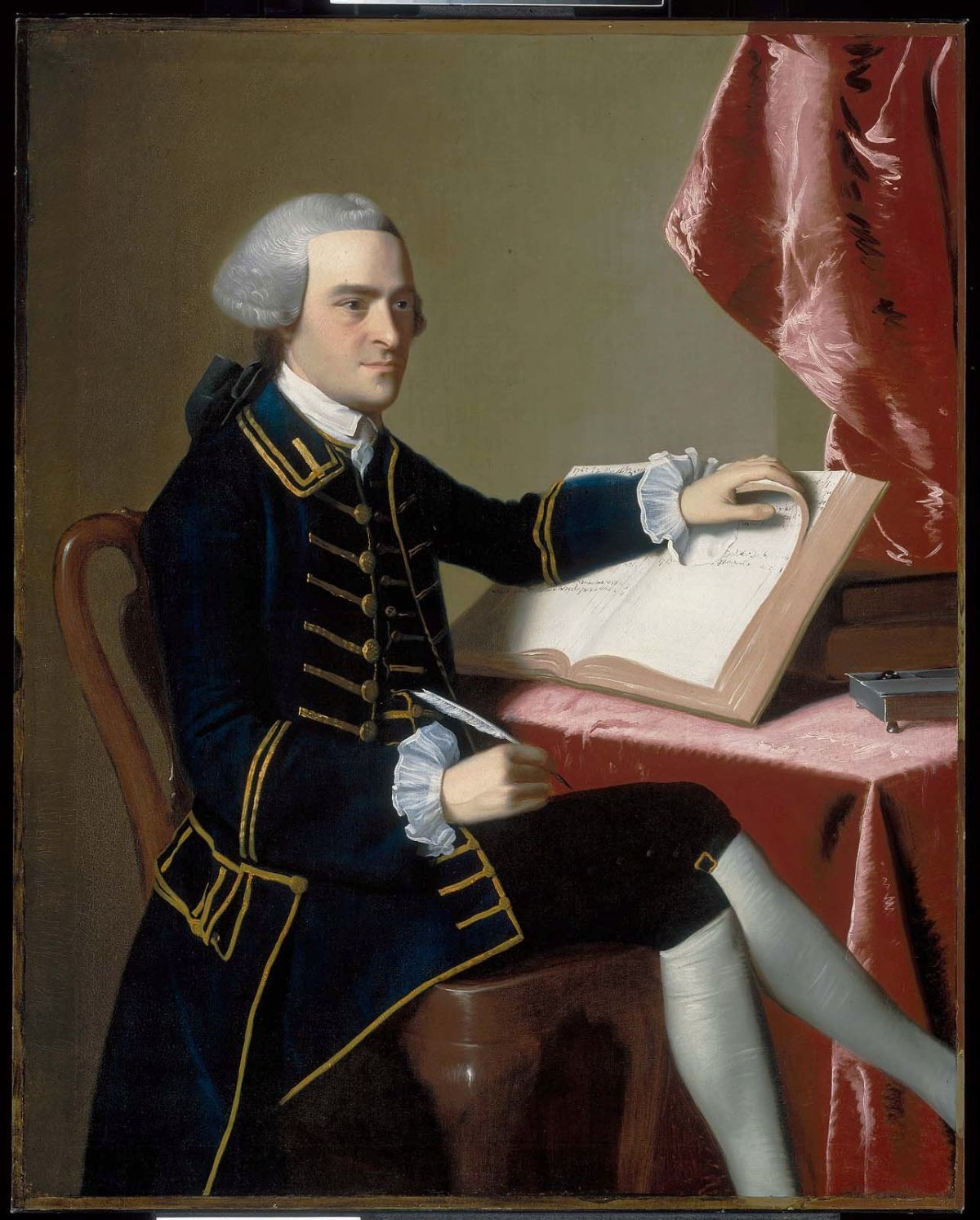
John Hancock
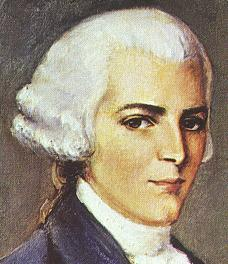
Benjamin Harrison
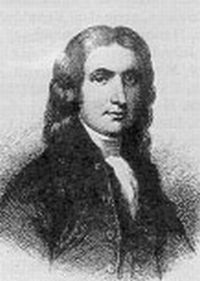
John Hart
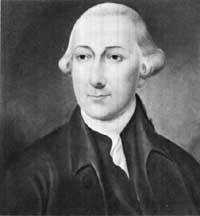
Joseph Hewes
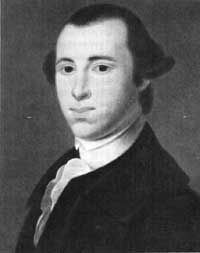
Thomas Heyward Jr.
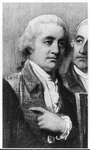
William Hooper
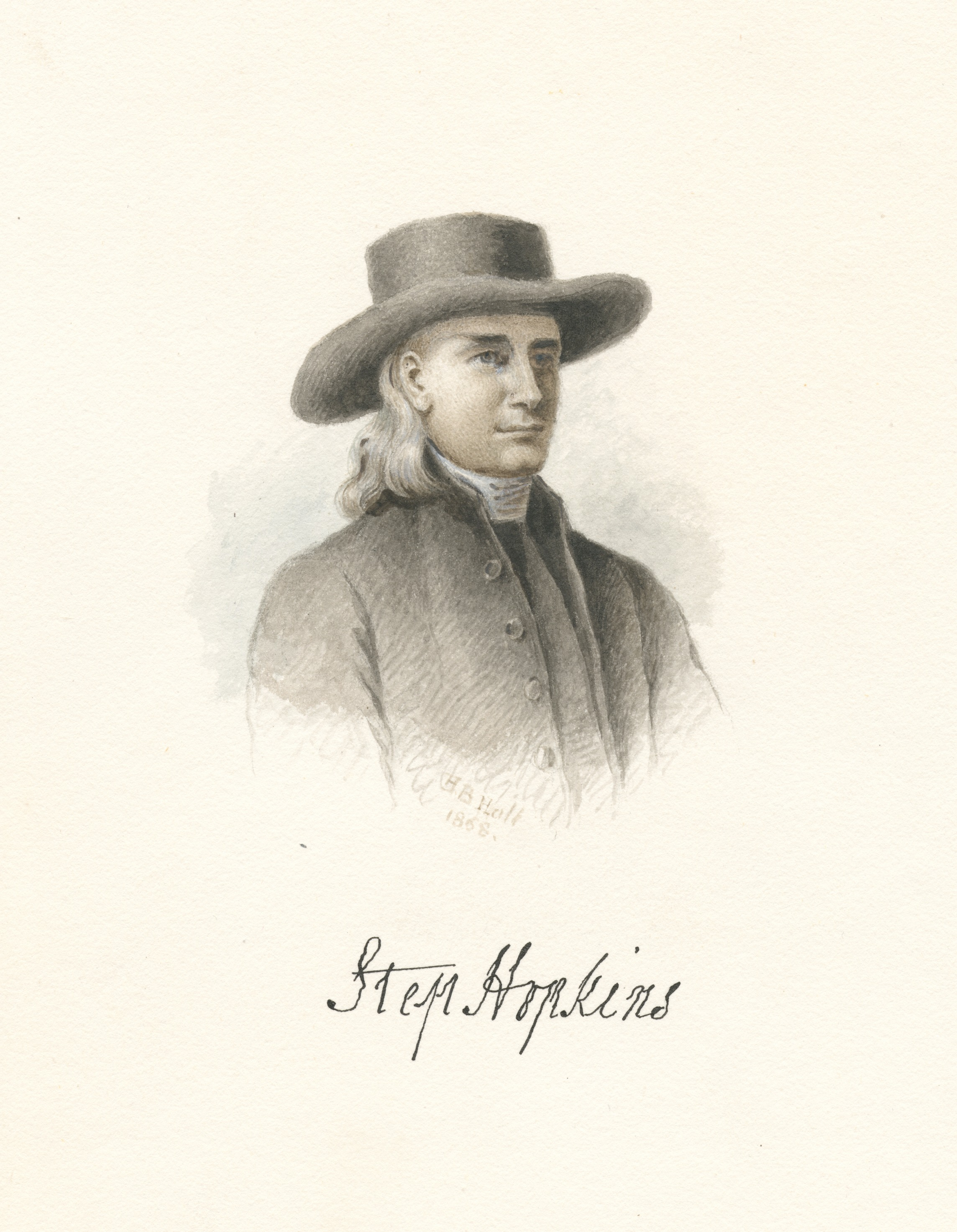
Stephen Hopkins
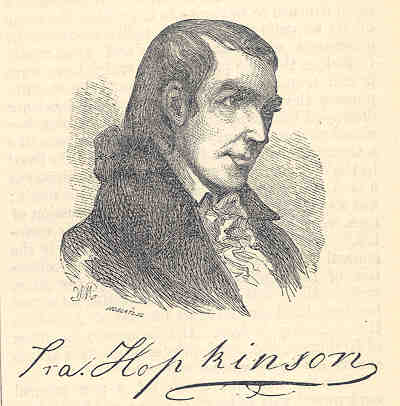
Francis Hopkinson
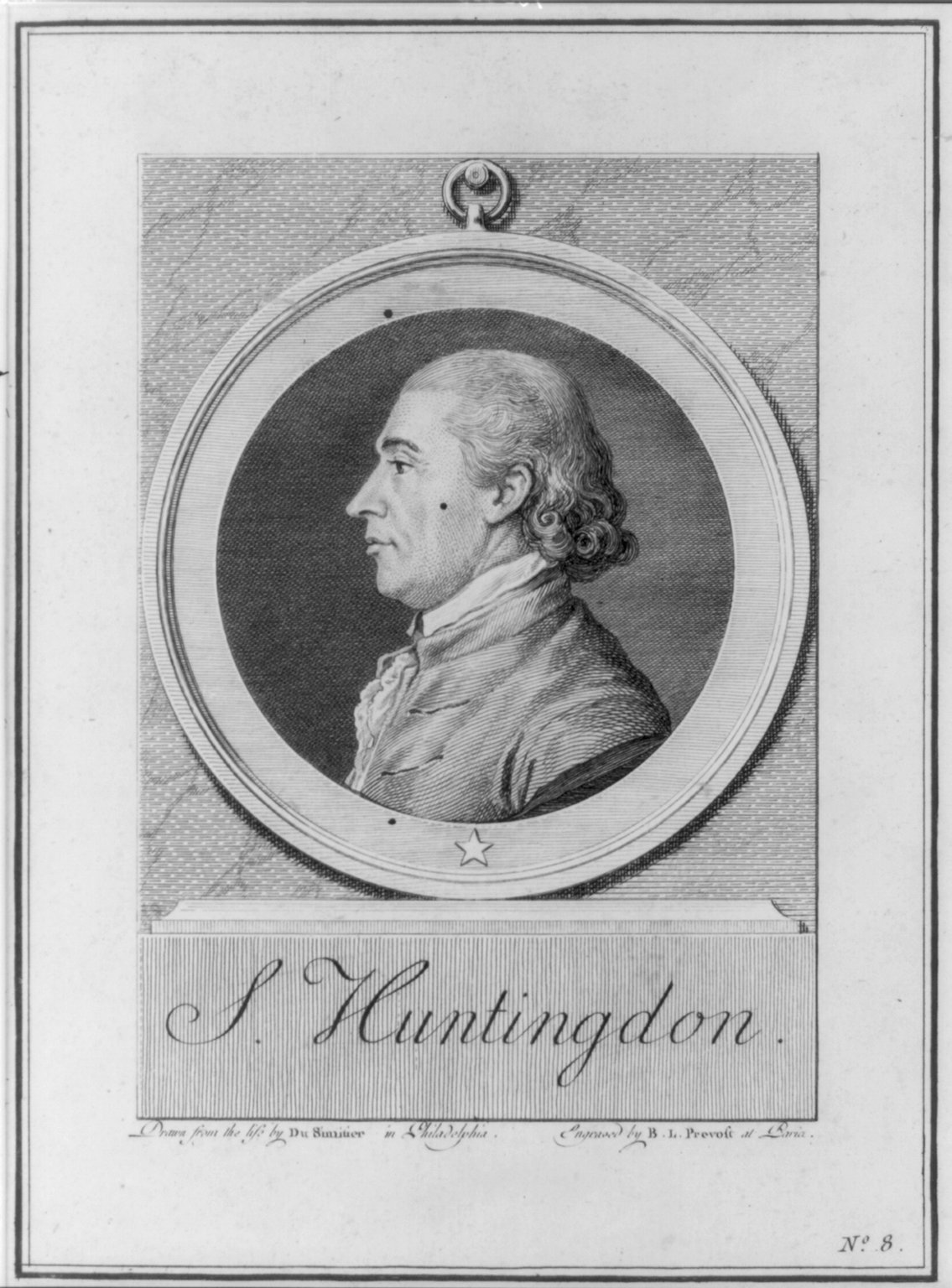
Samuel Huntington
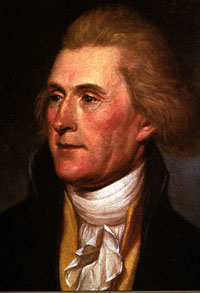
Thomas Jefferson
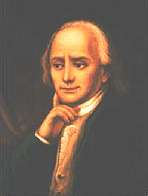
Francis Lightfoot Lee
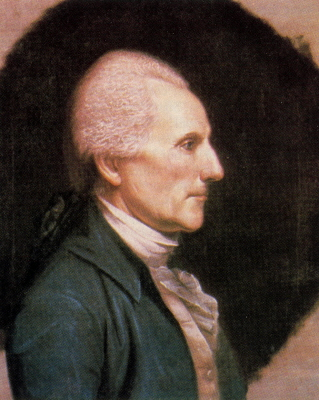
Richard Henry Lee
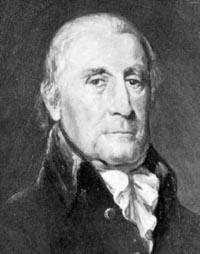
Francis Lewis
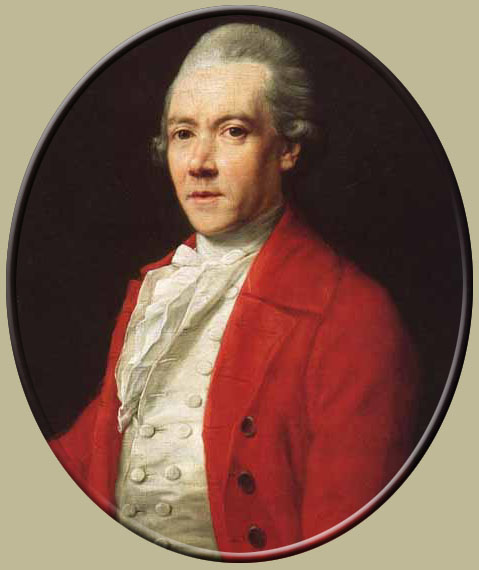
Philip Livingston
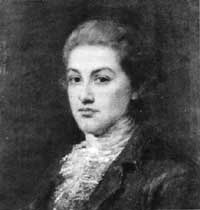
Thomas Lynch, Jr.
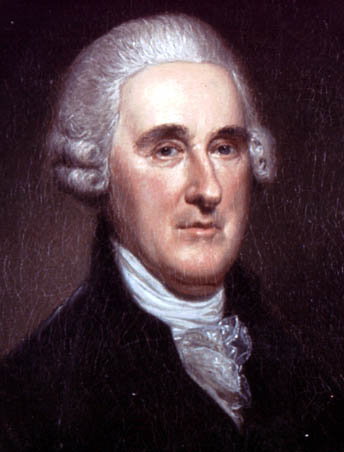
Thomas McKean
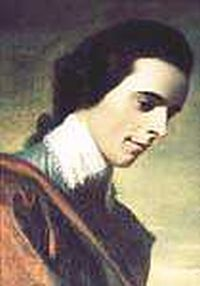
Arthur Middleton
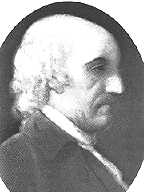
Lewis Morris
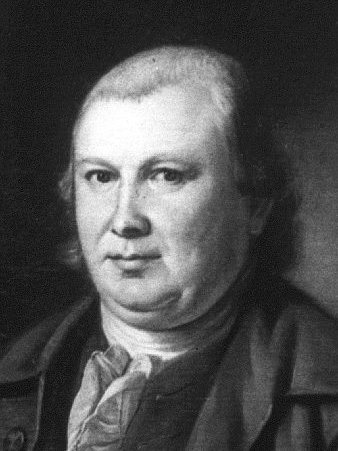
Robert Morris
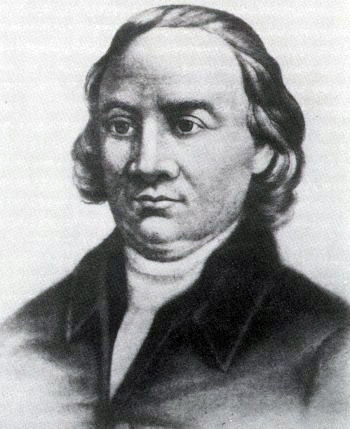
John Morton
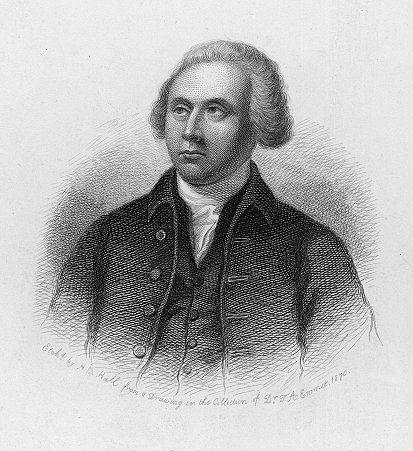
Thomas Nelson, Jr.
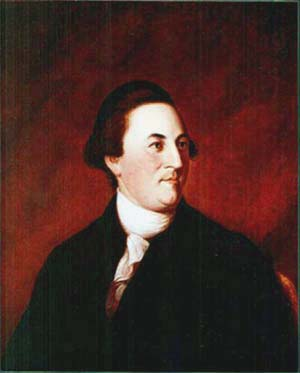
William Paca
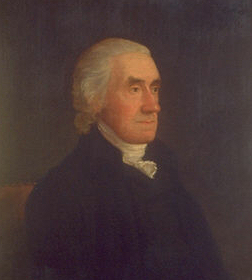
Robert Treat Paine
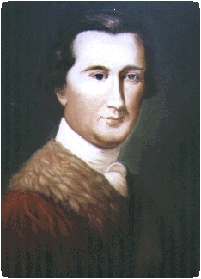
John Penn
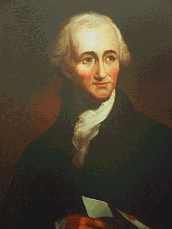
George Read
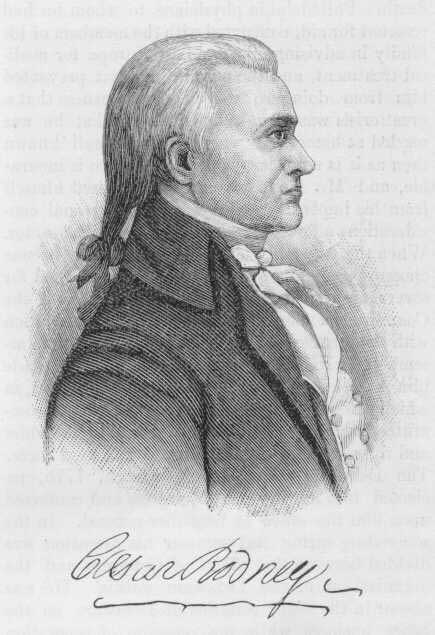
Caesar Rodney
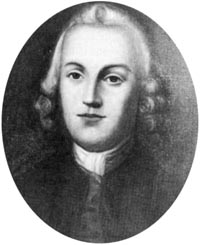
George Ross
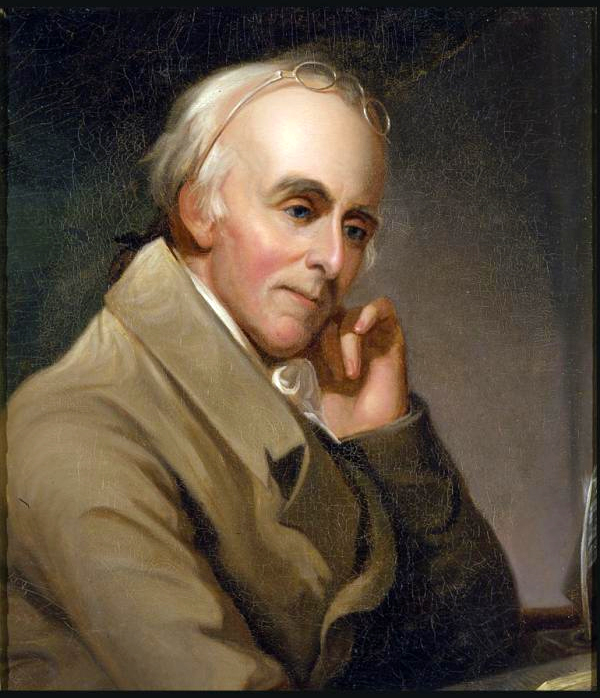
Benjamin Rush
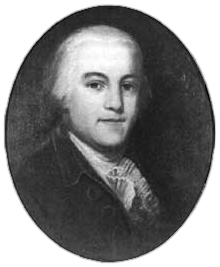
Edward Rutledge
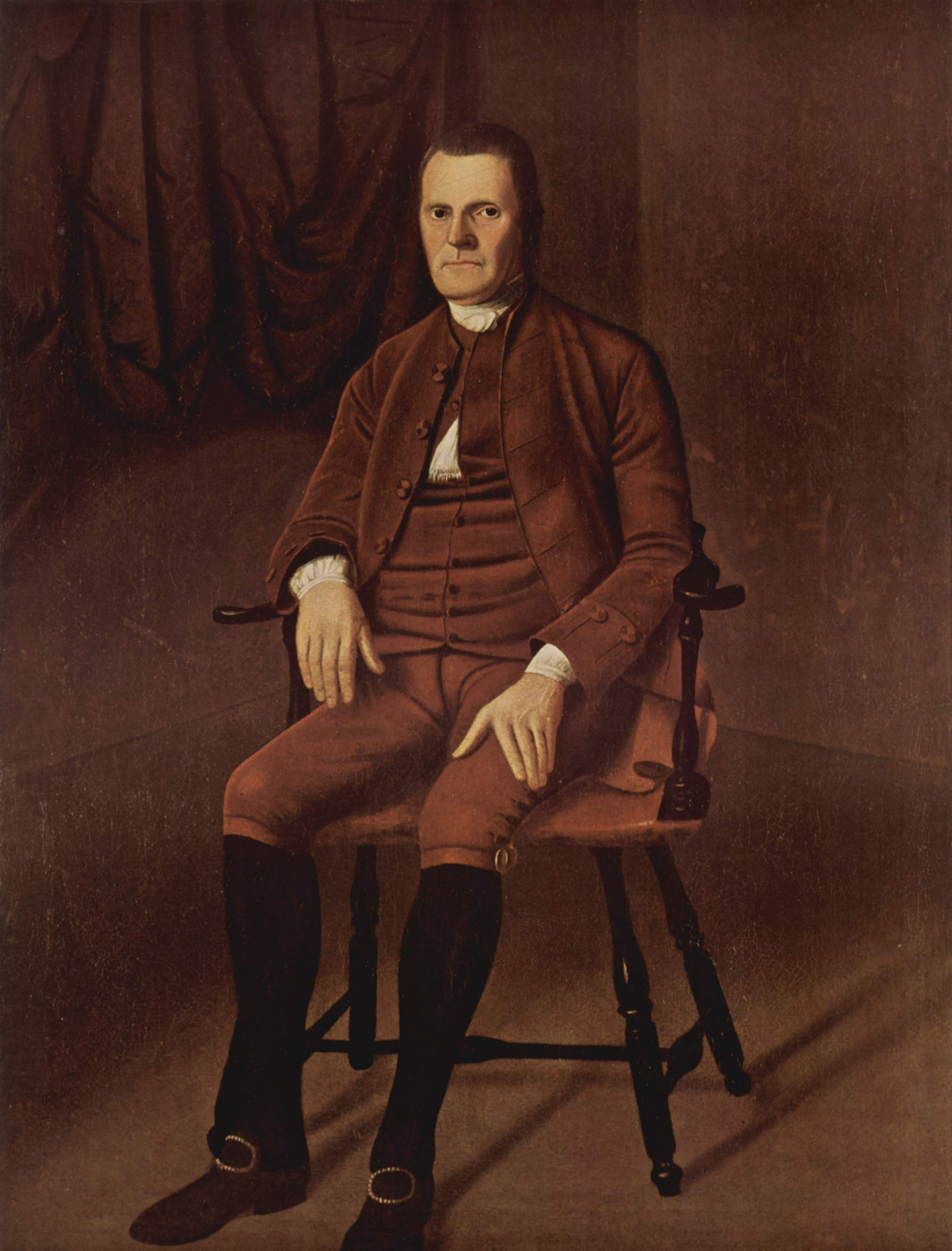
Roger Sherman
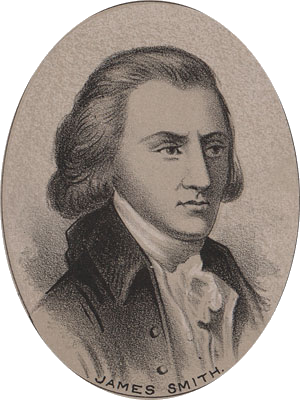
James Smith
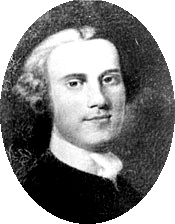
Richard Stockton
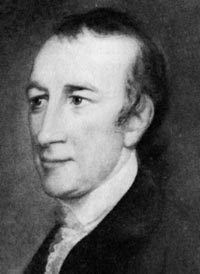
Thomas Stone
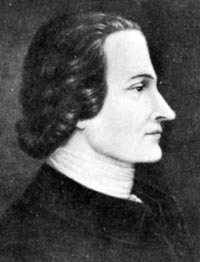
George Taylor
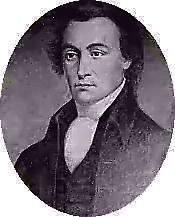
Matthew Thornton
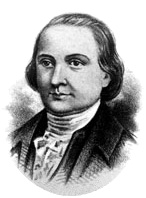
George Walton
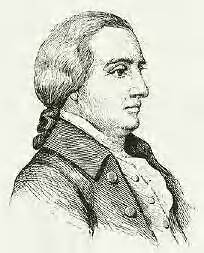
William Whipple
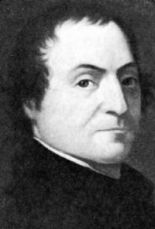
William Williams
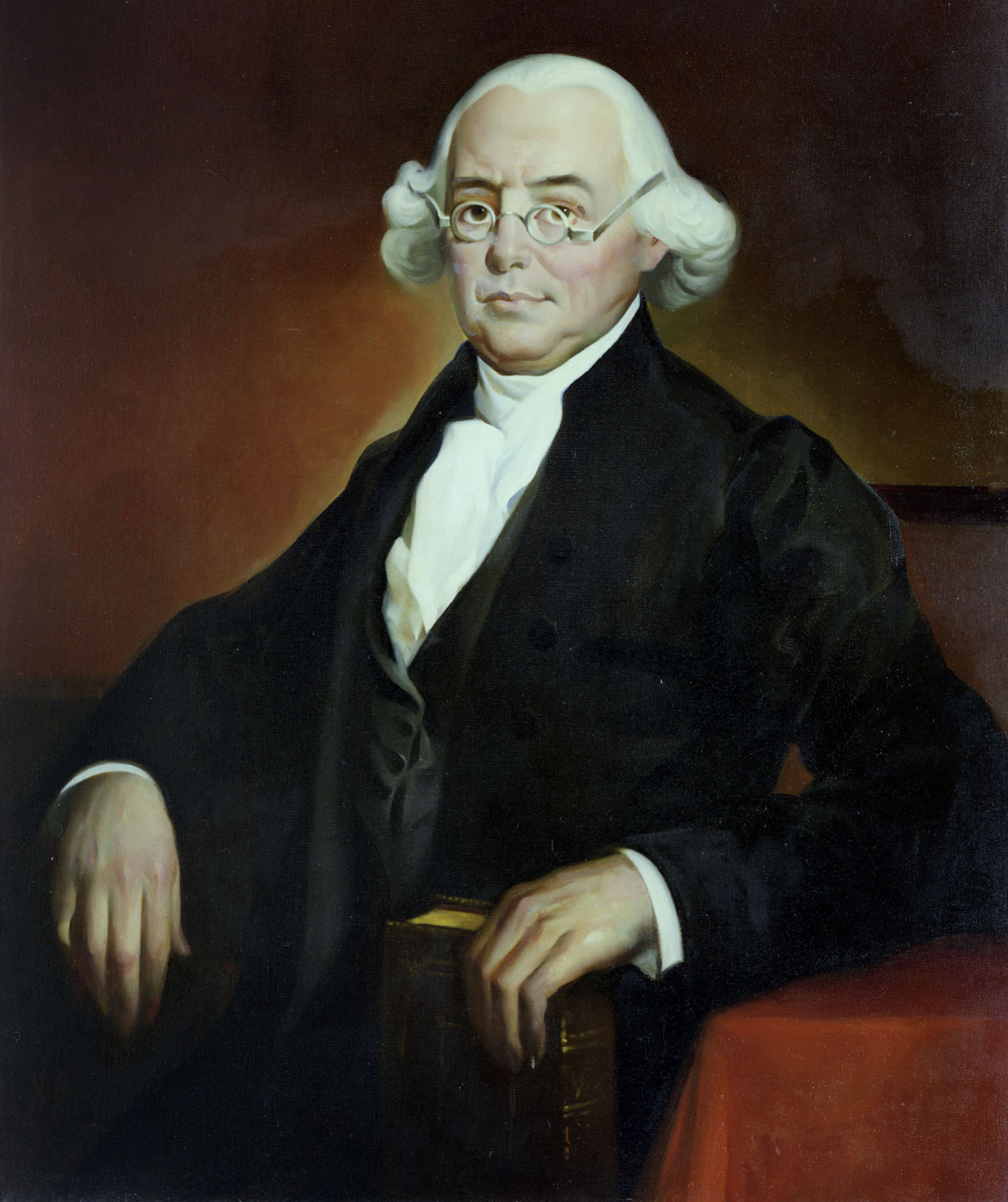
James Wilson
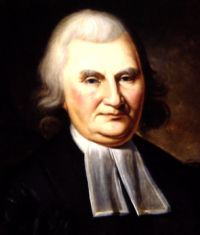
John Witherspoon
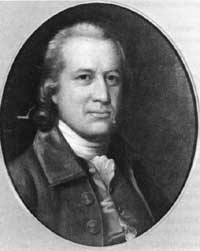
Oliver Wolcott
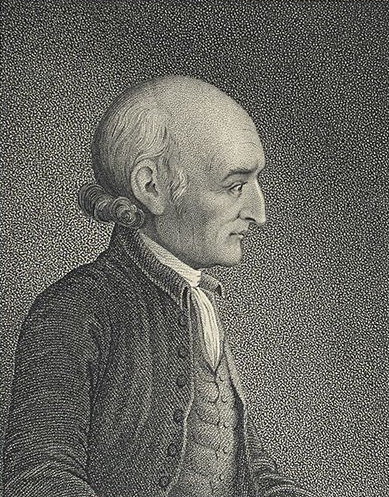
George Wythe

### 39 Unterzeichner der Verfassung

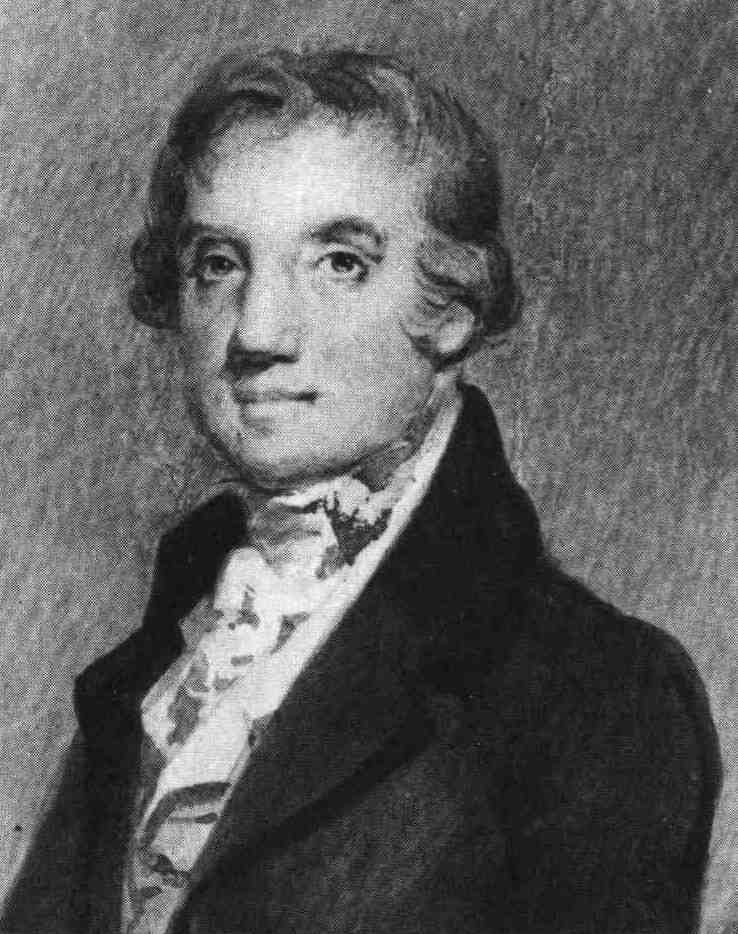
Abraham Baldwin
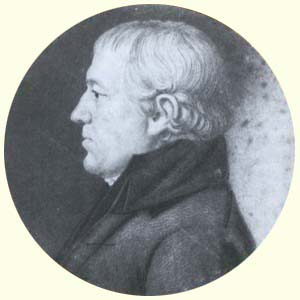
Richard Bassett
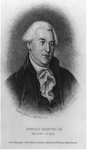
Gunning Bedford, Jr.
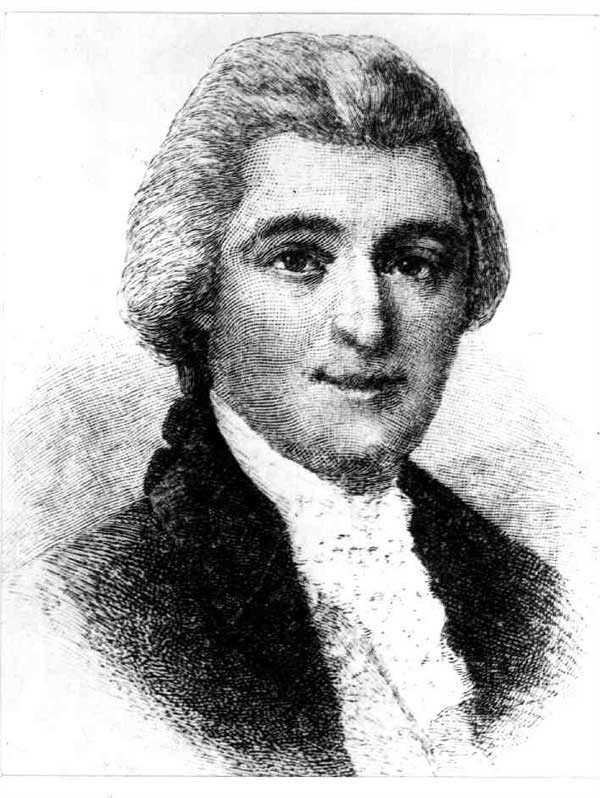
William Blount
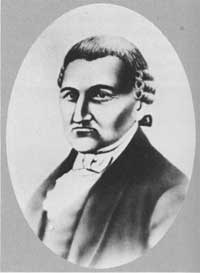
David Brearley (Brearly)
Jacob Broom
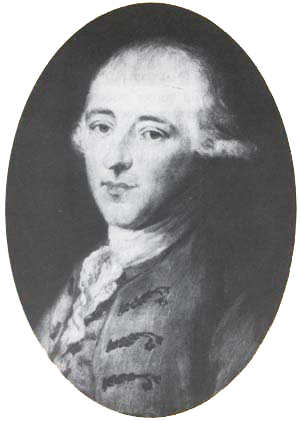
Pierce Butler
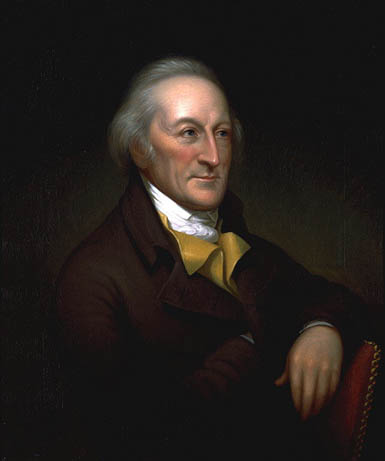
George Clymer
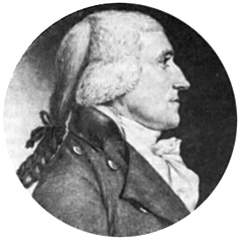
Jonathan Dayton
John Dickinson
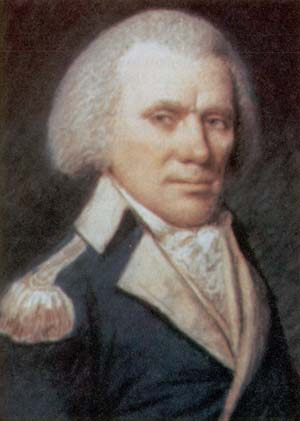
William Few
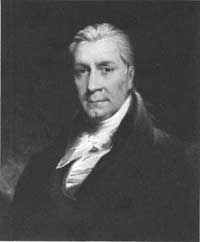
Thomas Fitzsimons (FitzSimons; Fitzsimmons)
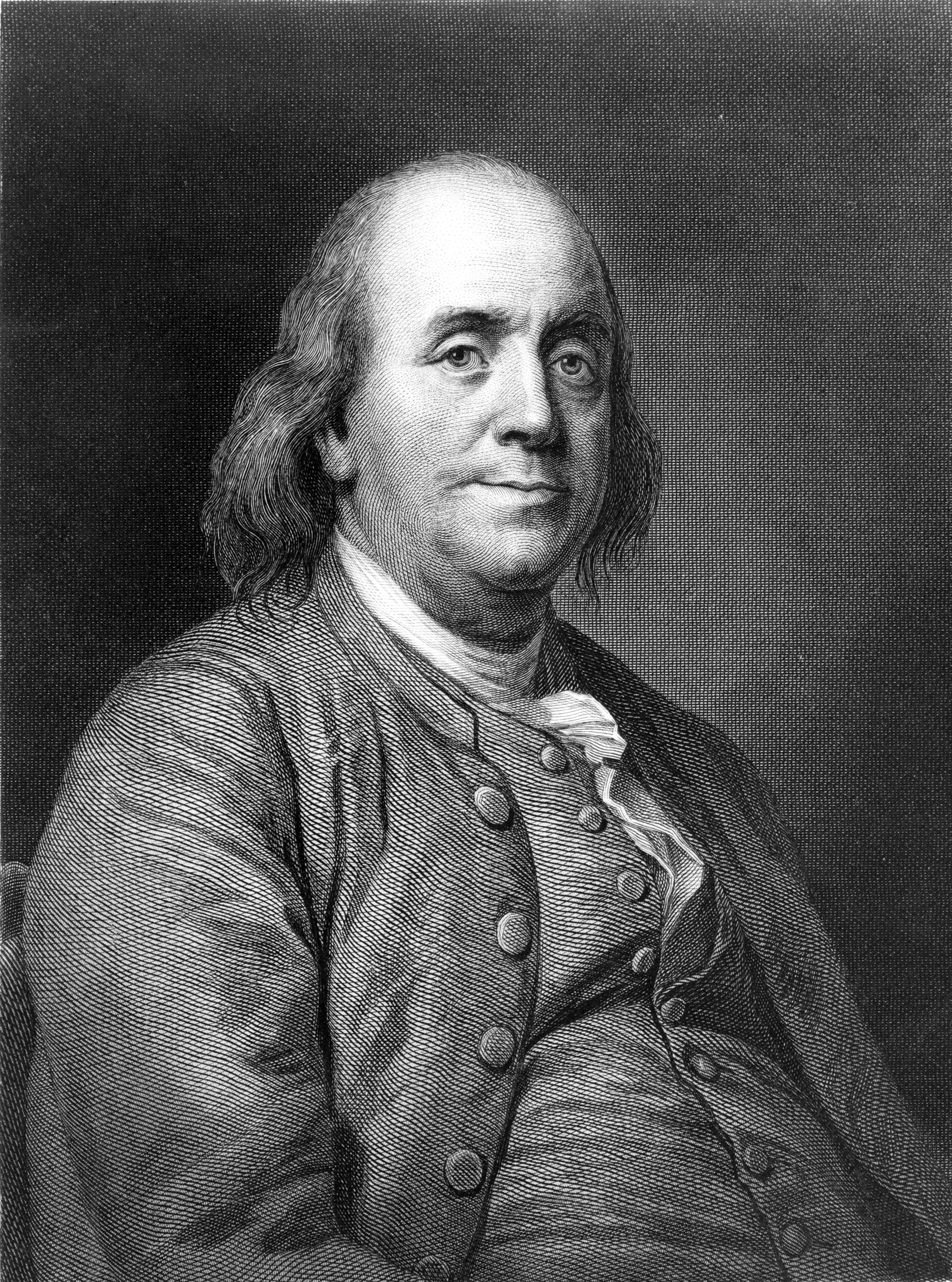
Benjamin Franklin
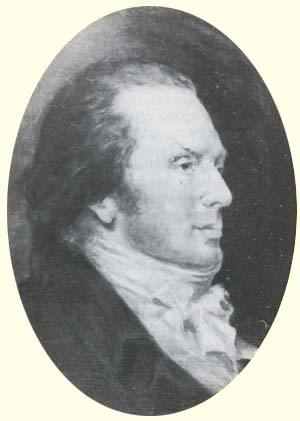
Nicholas Gilman
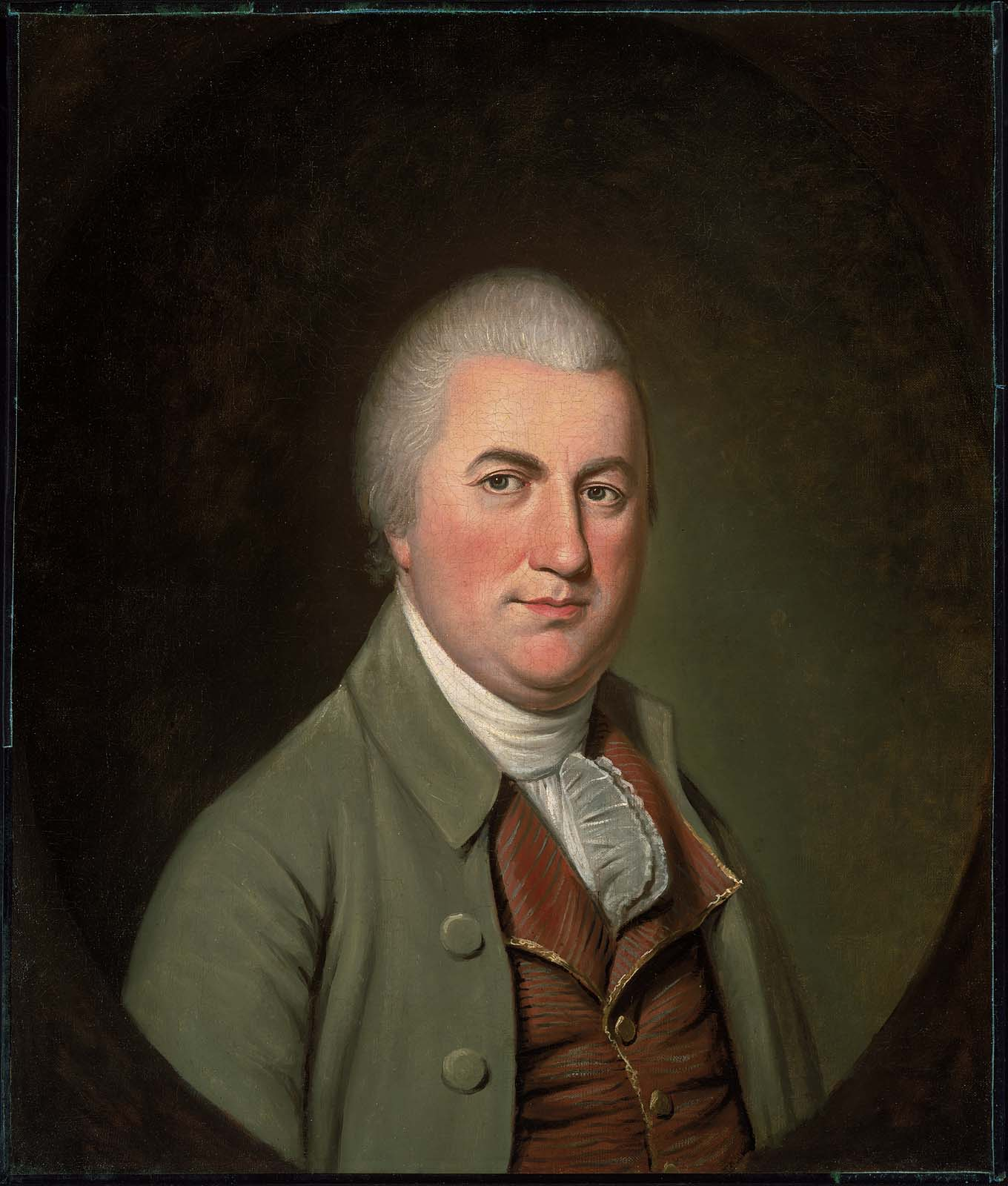
Nathaniel Gorham
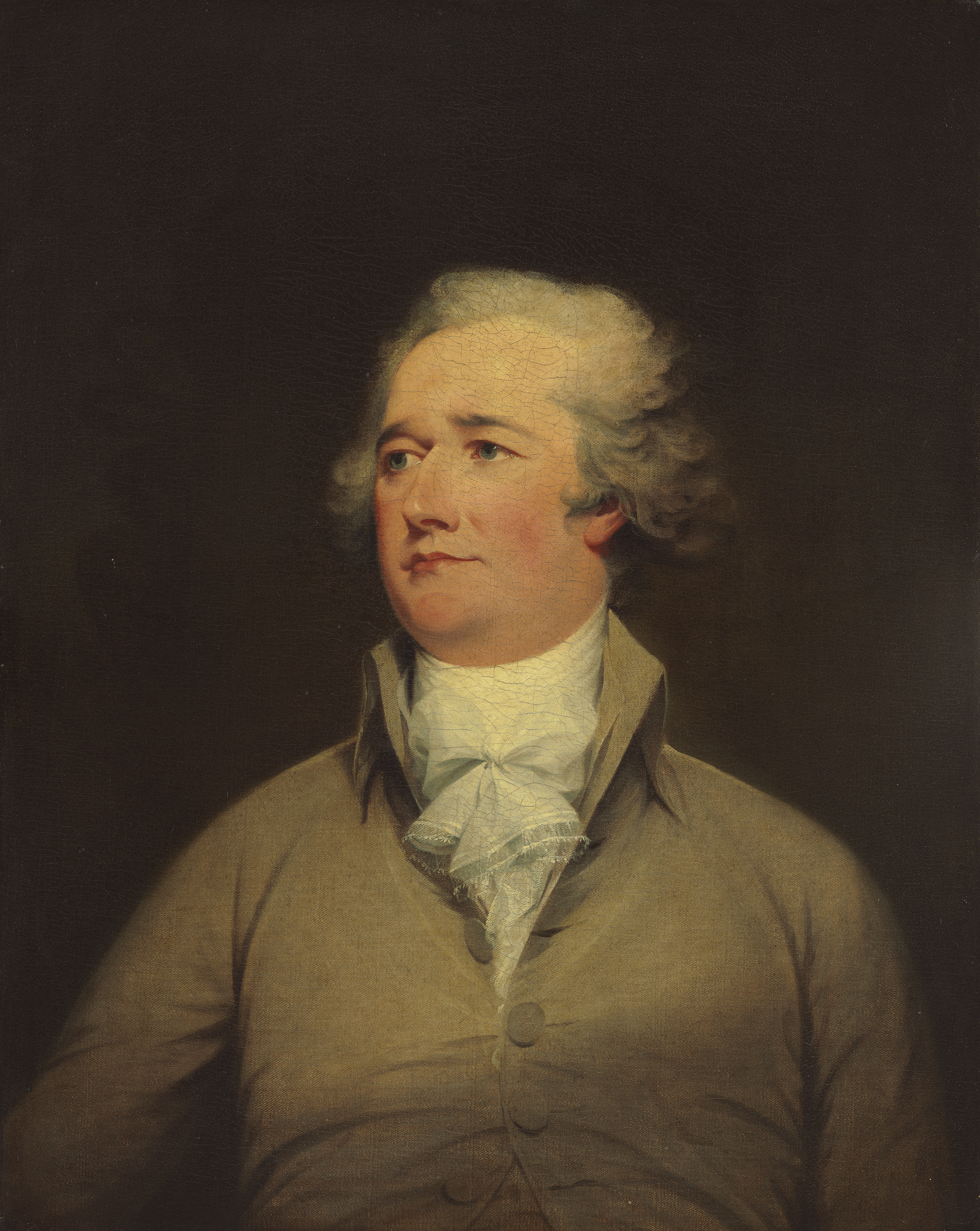
Alexander Hamilton
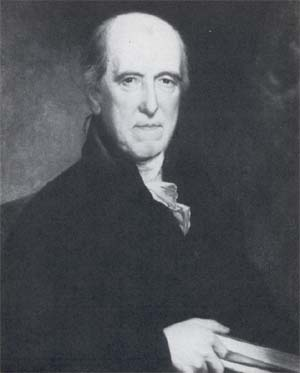
Jared Ingersoll
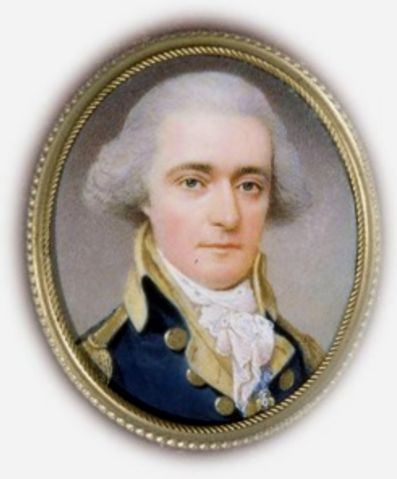
William Jackson
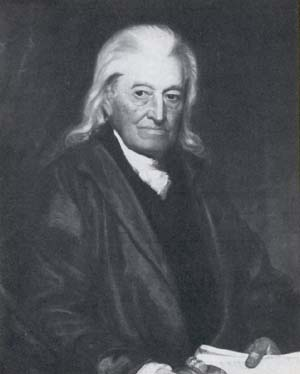
William Samuel Johnson
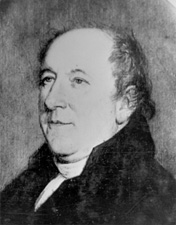
Rufus King
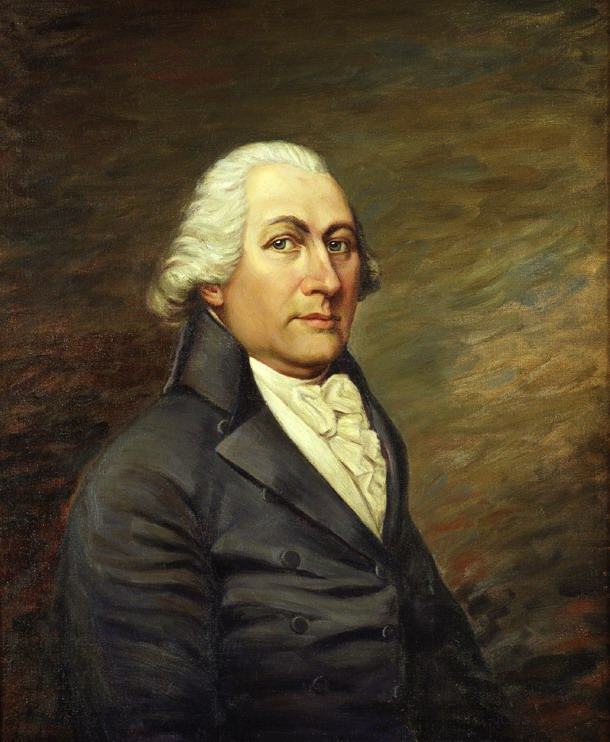
John Langdon
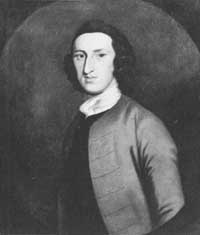
William Livingston
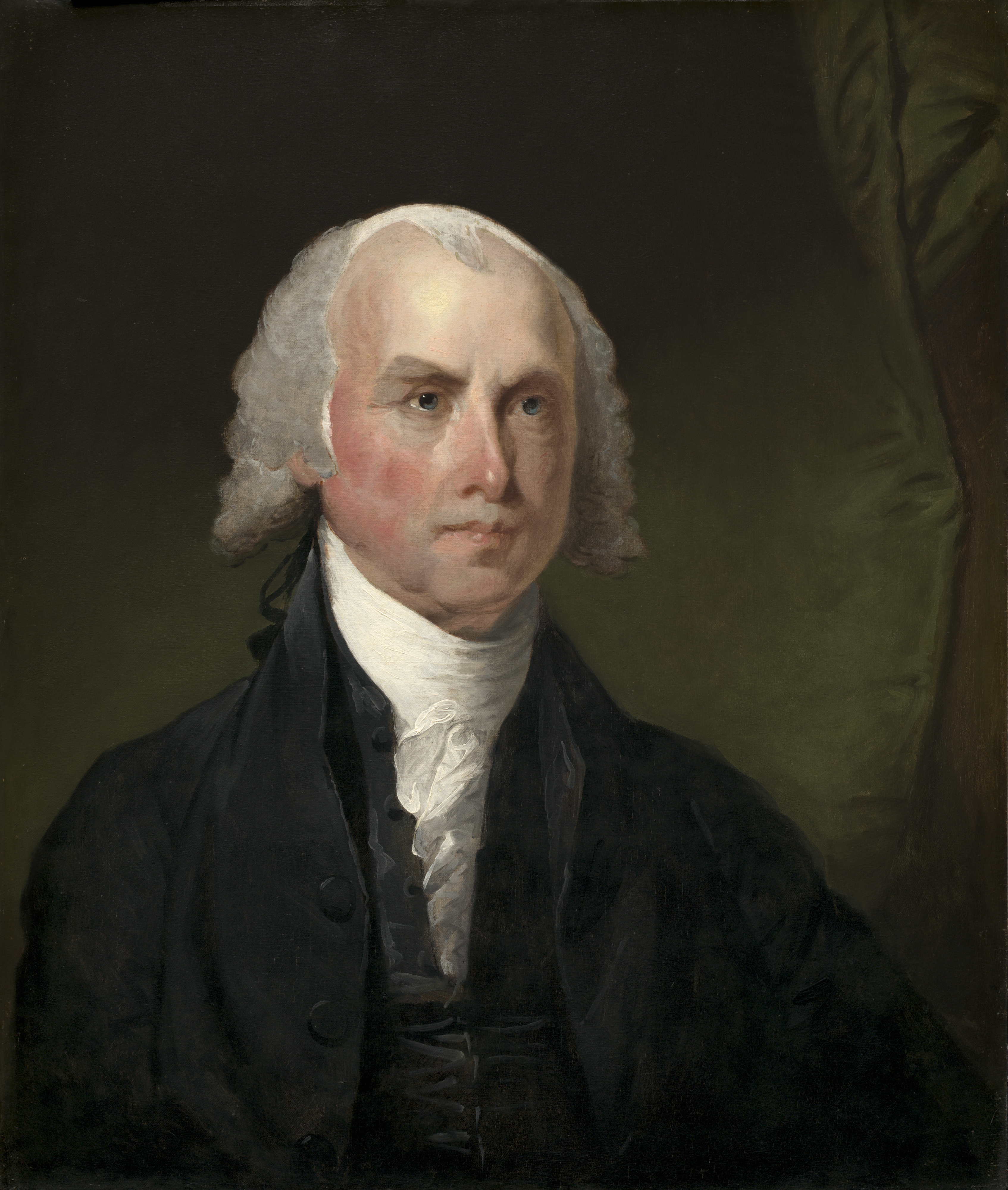
James Madison Jr.
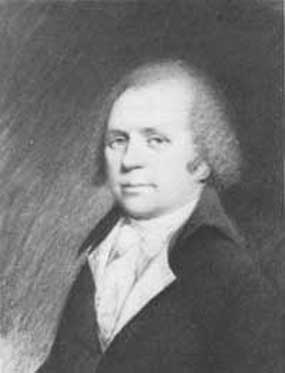
James McHenry
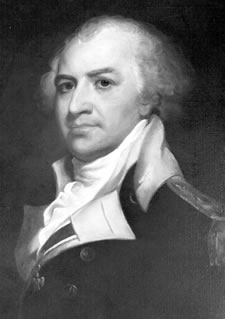
Thomas Mifflin
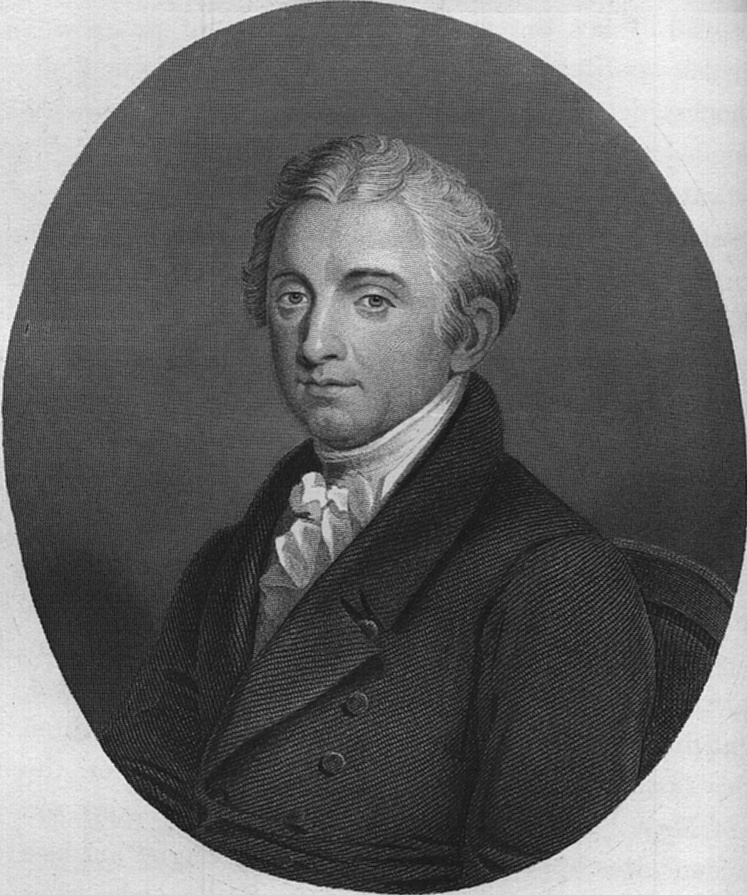
Gouverneur Morris
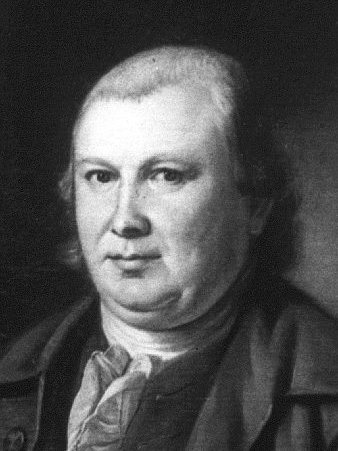
Robert Morris
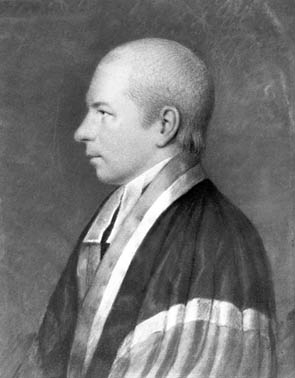
William Paterson (Patterson)
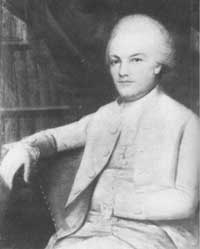
Charles Pinckney
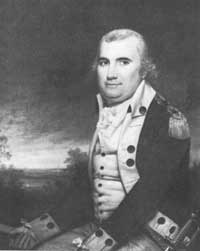
Charles Cotesworth Pinckney
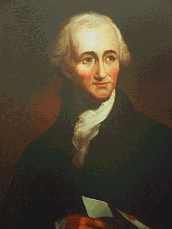
George Read
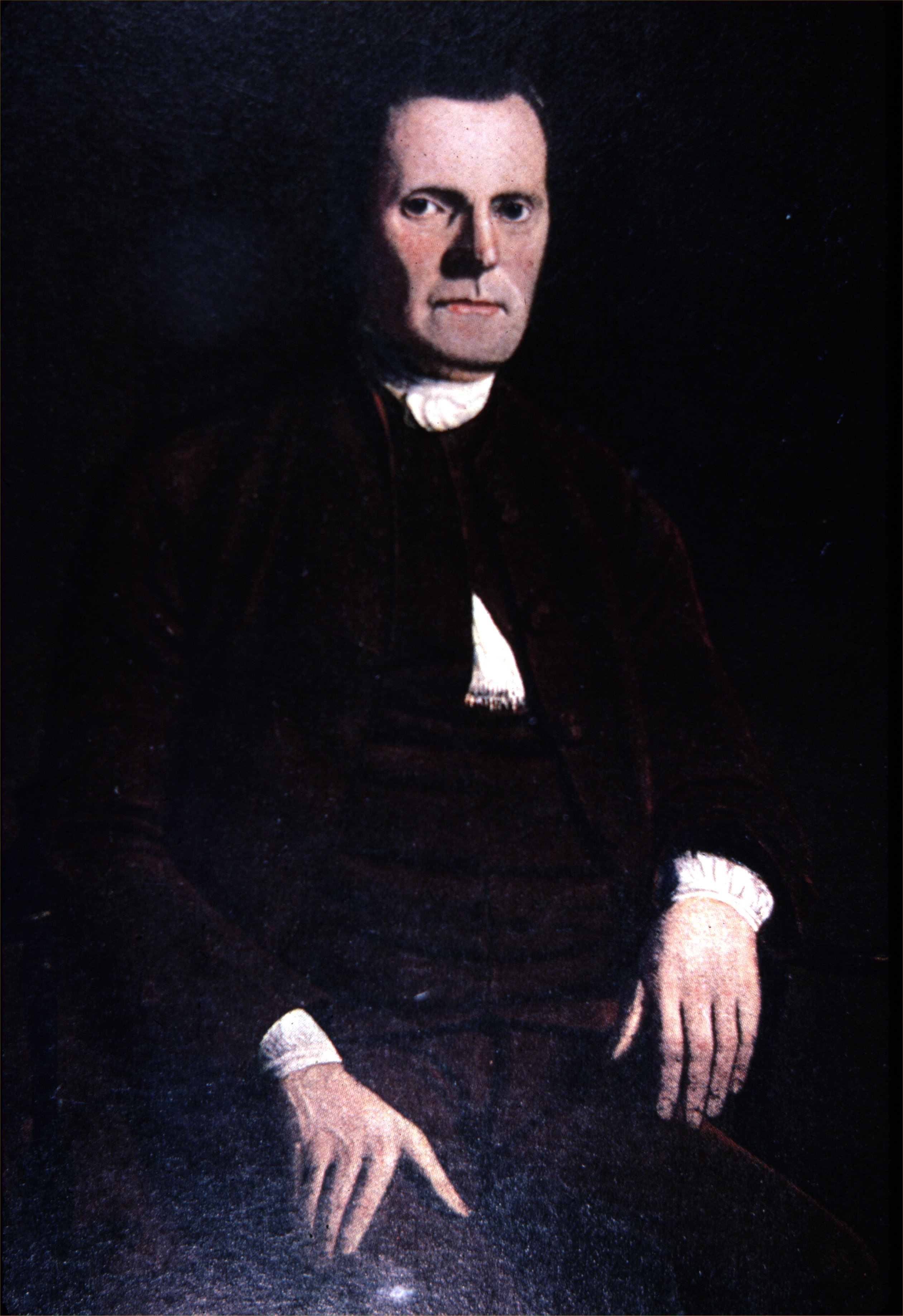
Roger Sherman
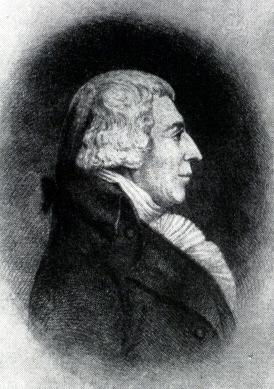
Richard Dobbs Spaight
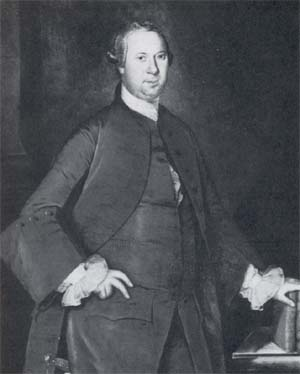
Daniel of St. Thomas Jenifer
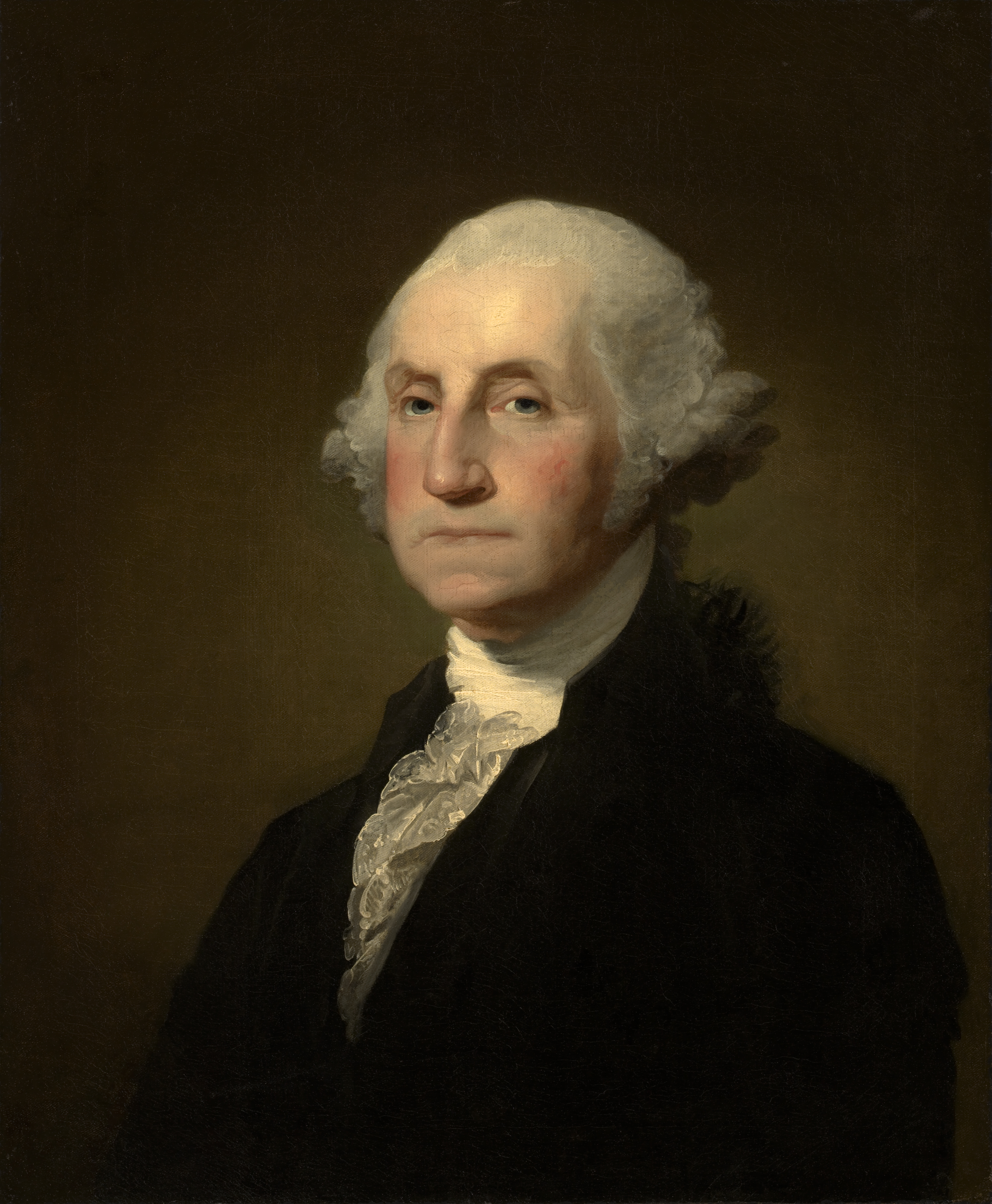
George Washington
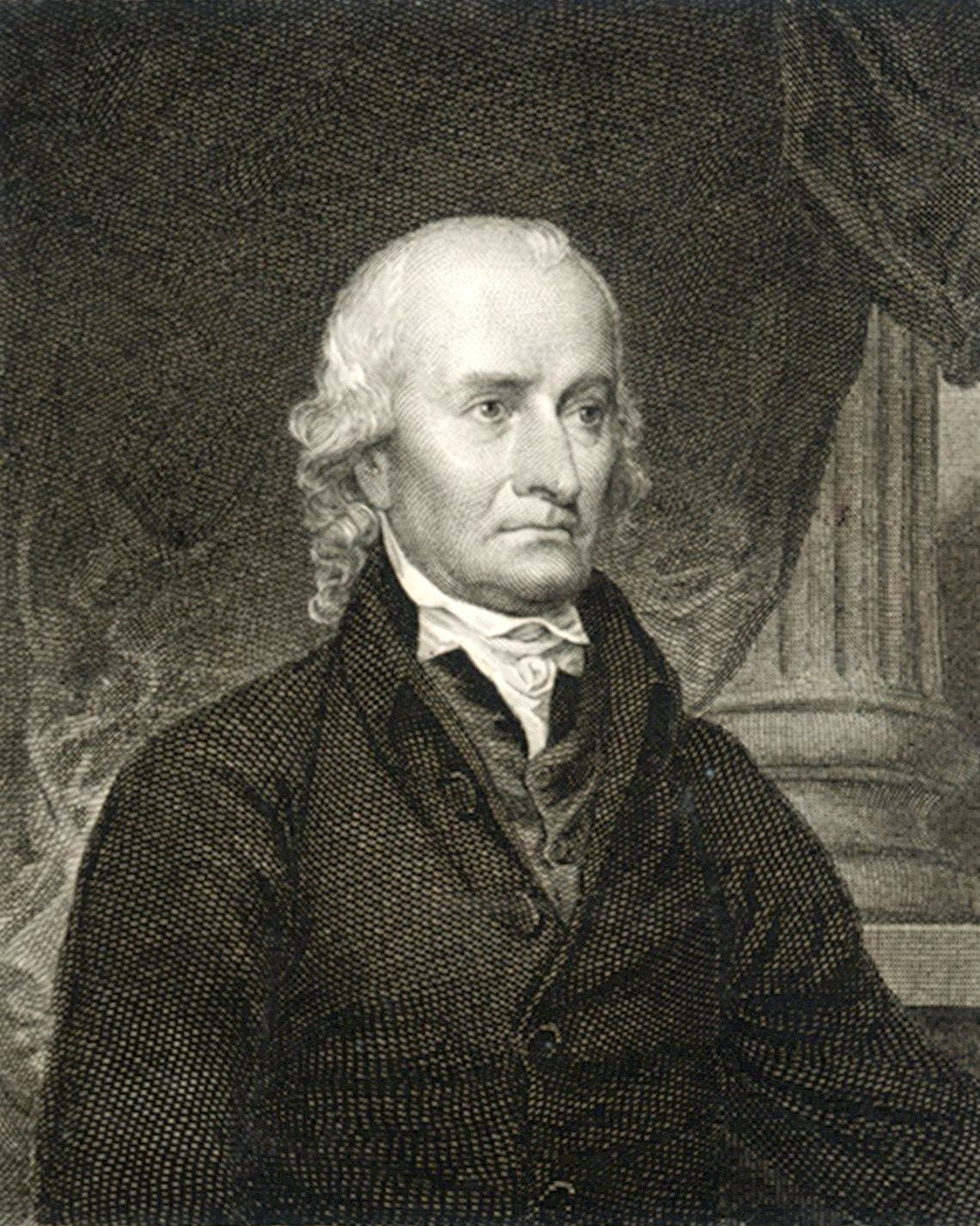
Hugh Williamson
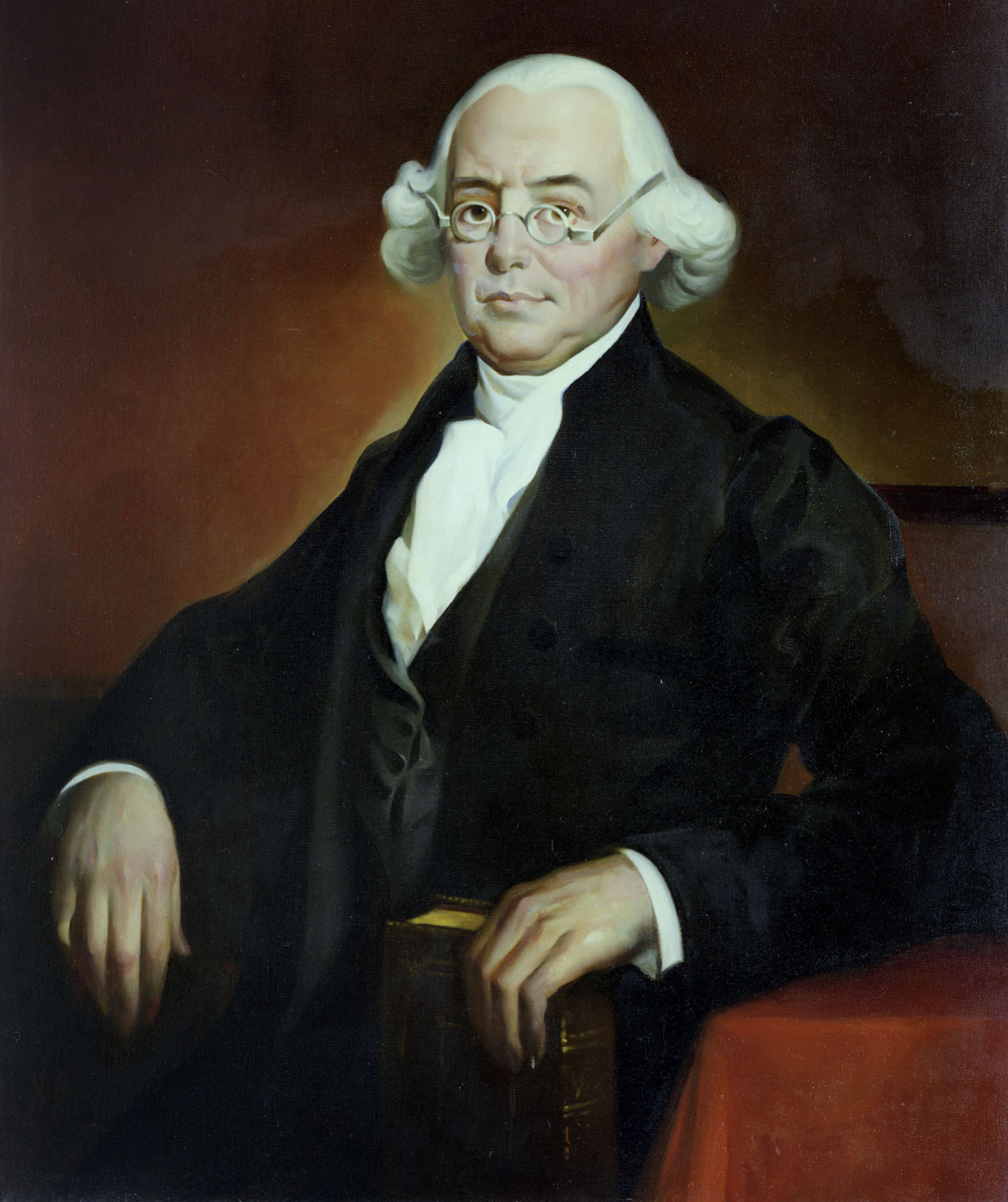
James Wilson

### Weitere

Aaron Burr
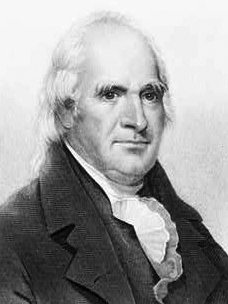
George Clinton
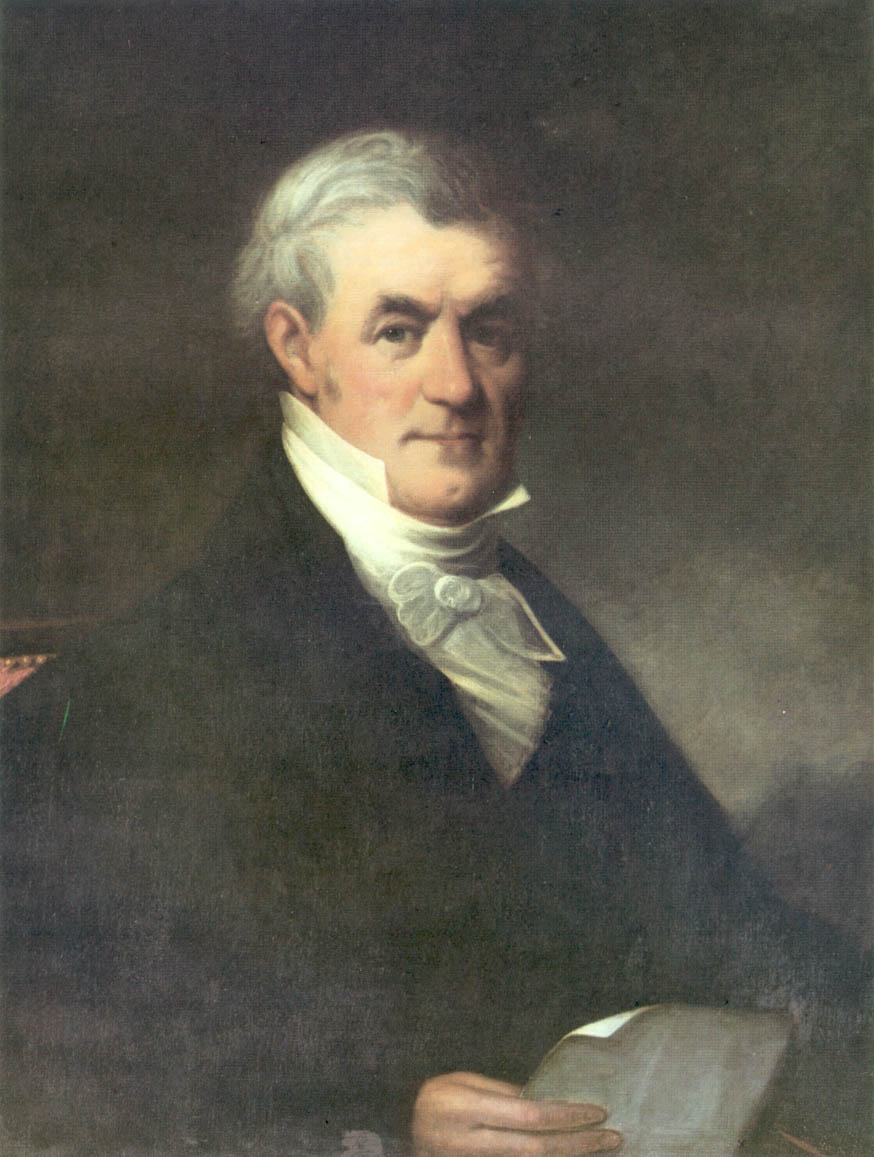
William Eustis
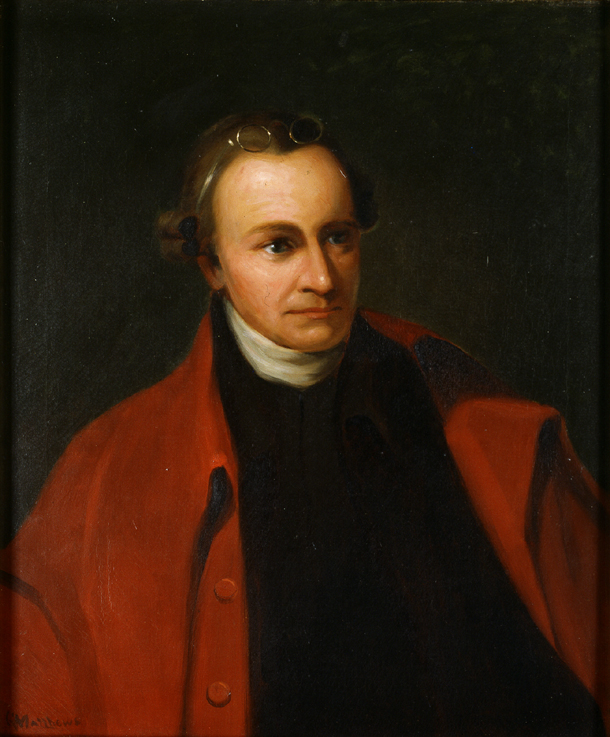
Patrick Henry
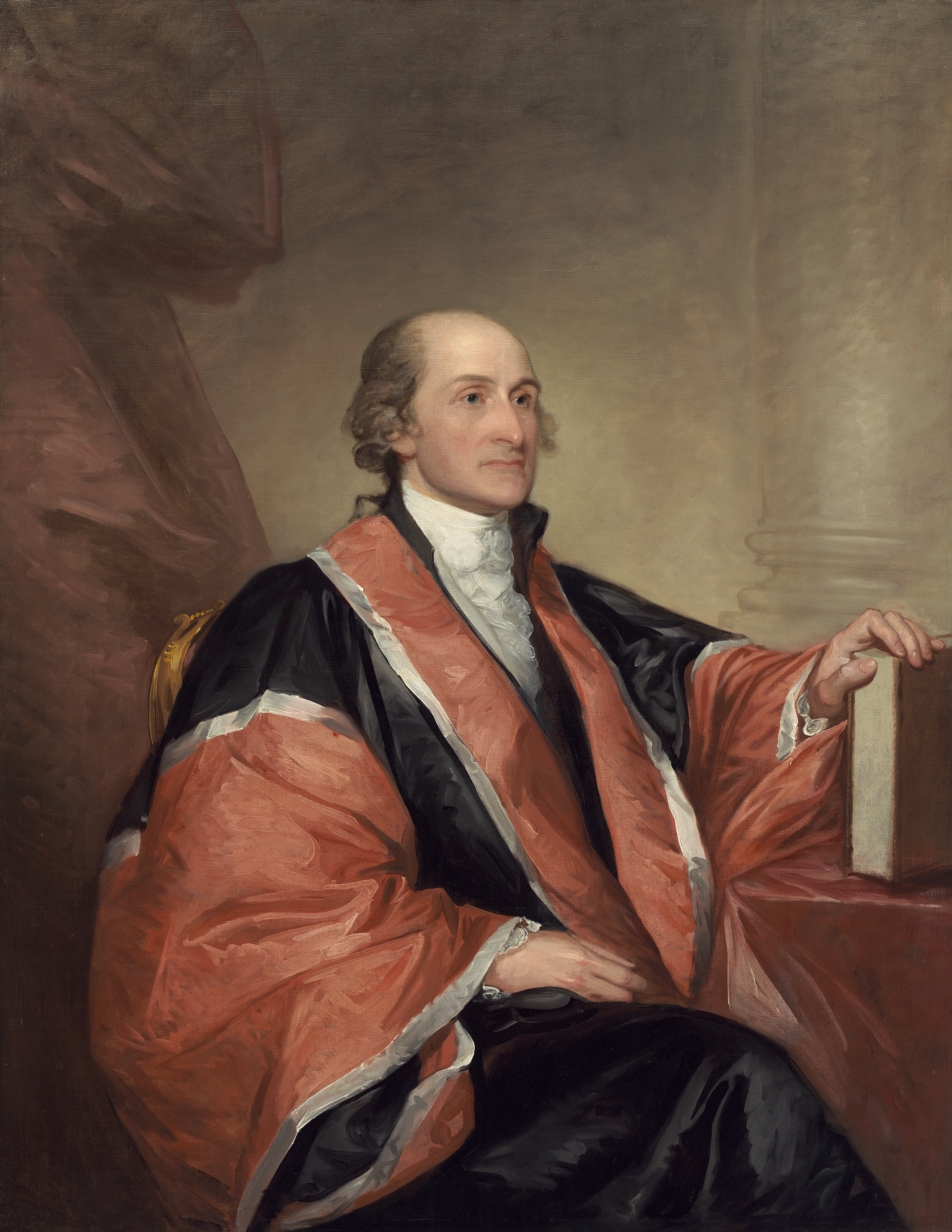
John Jay
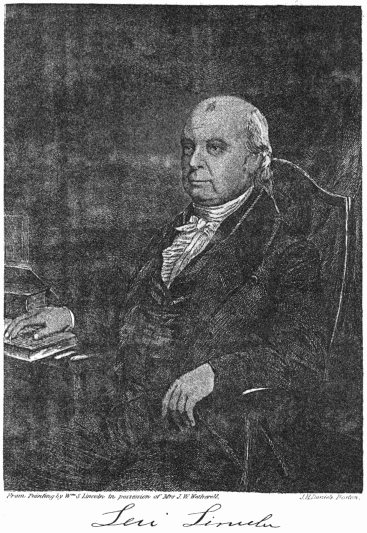
Levi Lincoln
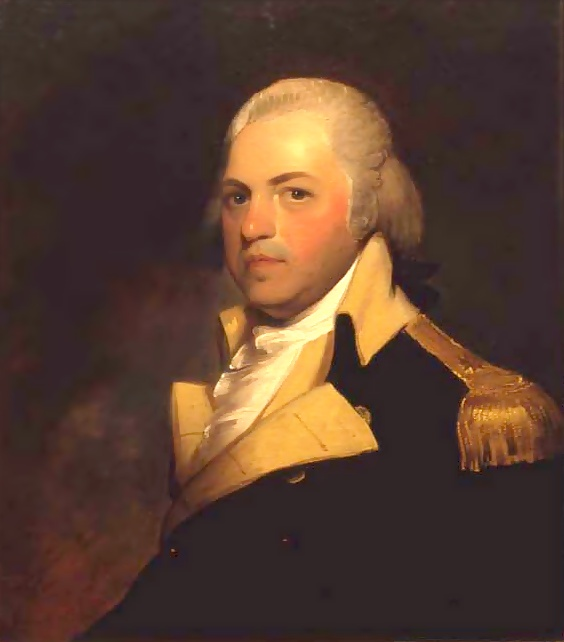
Henry Lee III
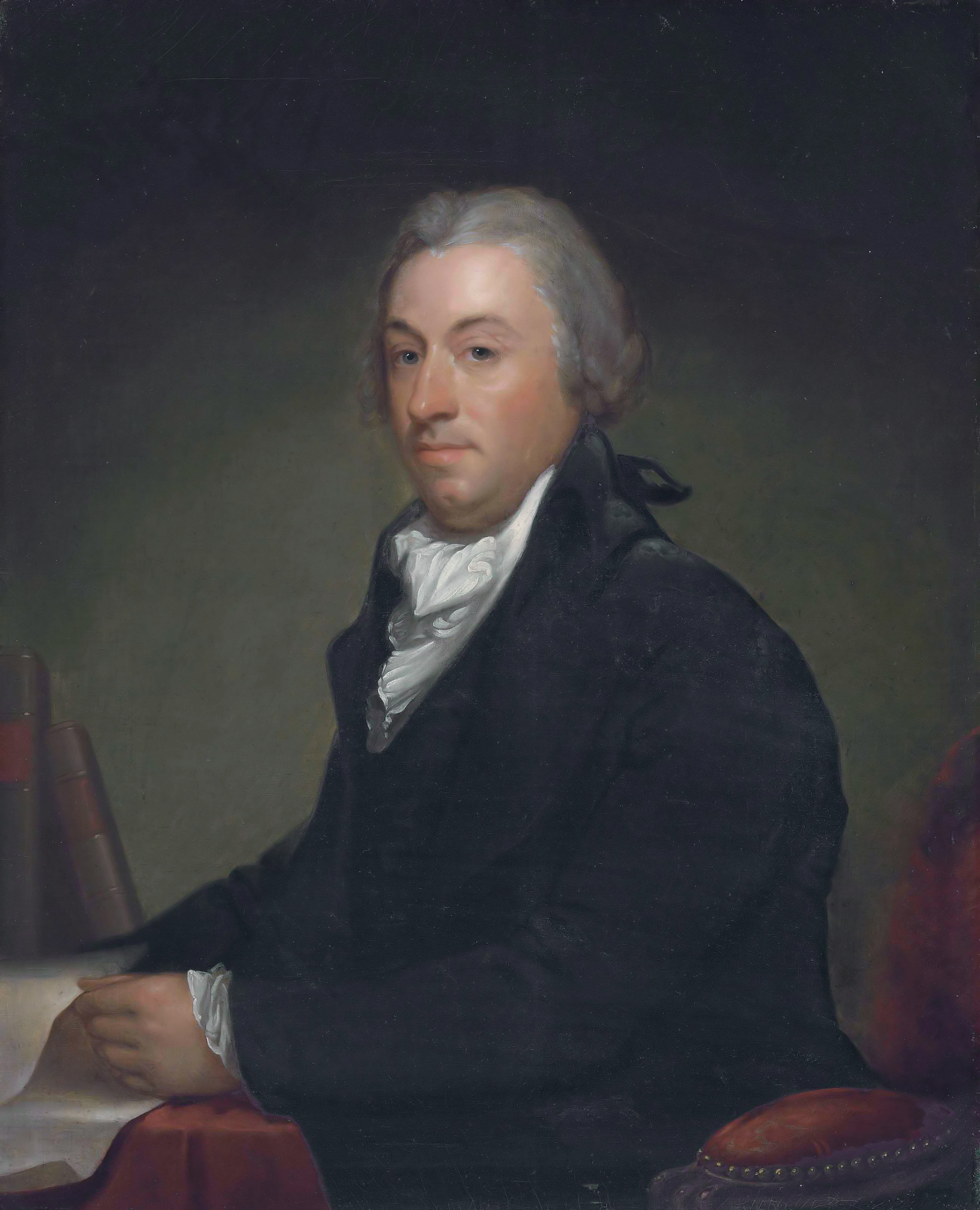
Robert R. Livingston
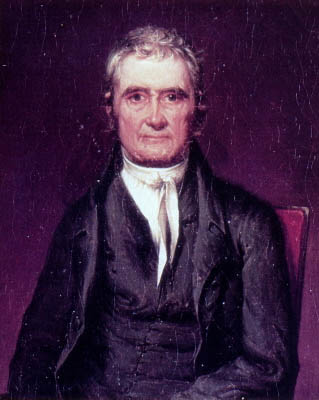
John Marshall
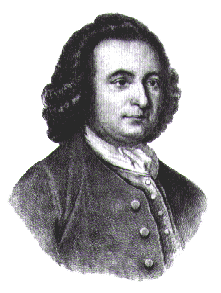
George Mason
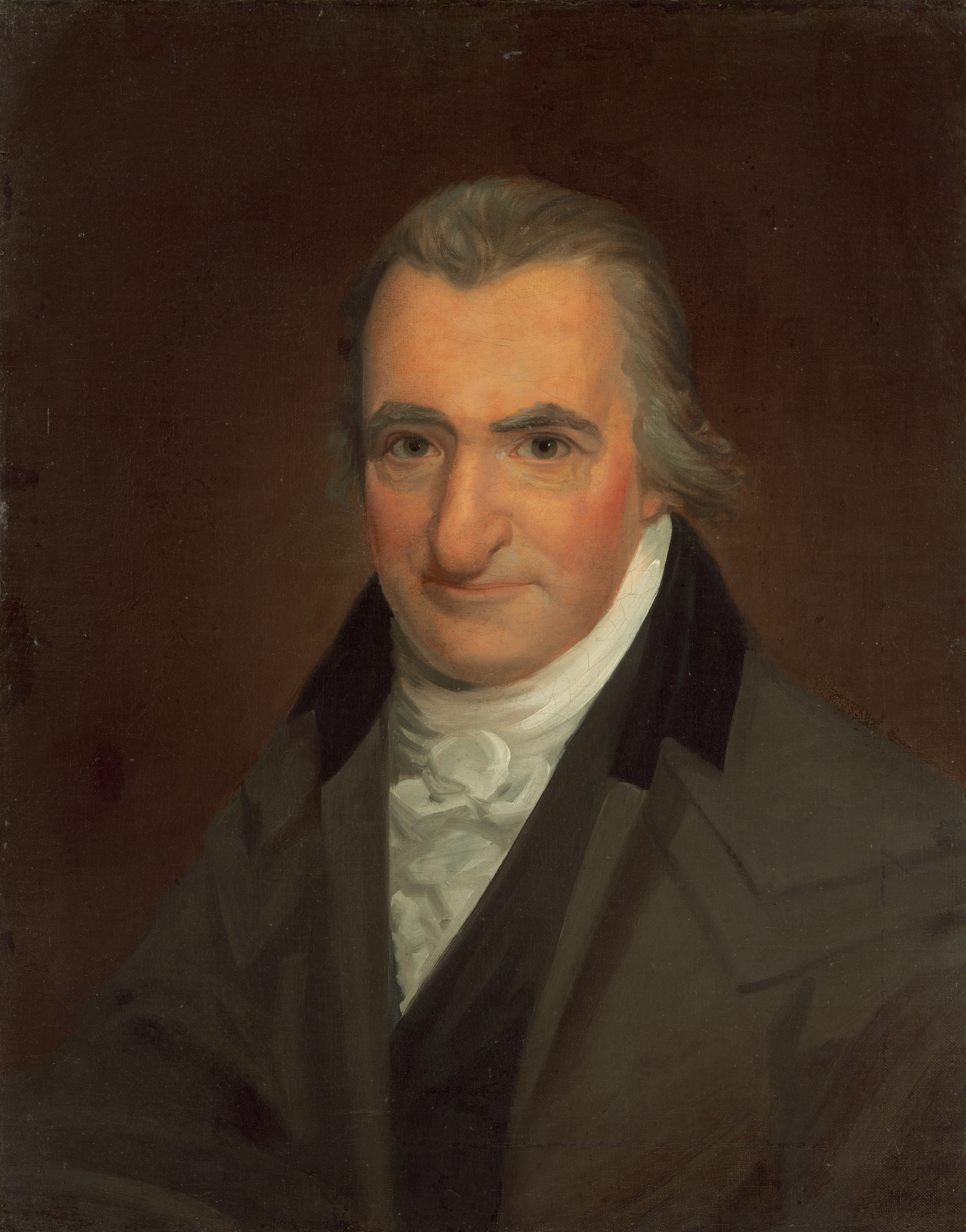
Thomas Paine
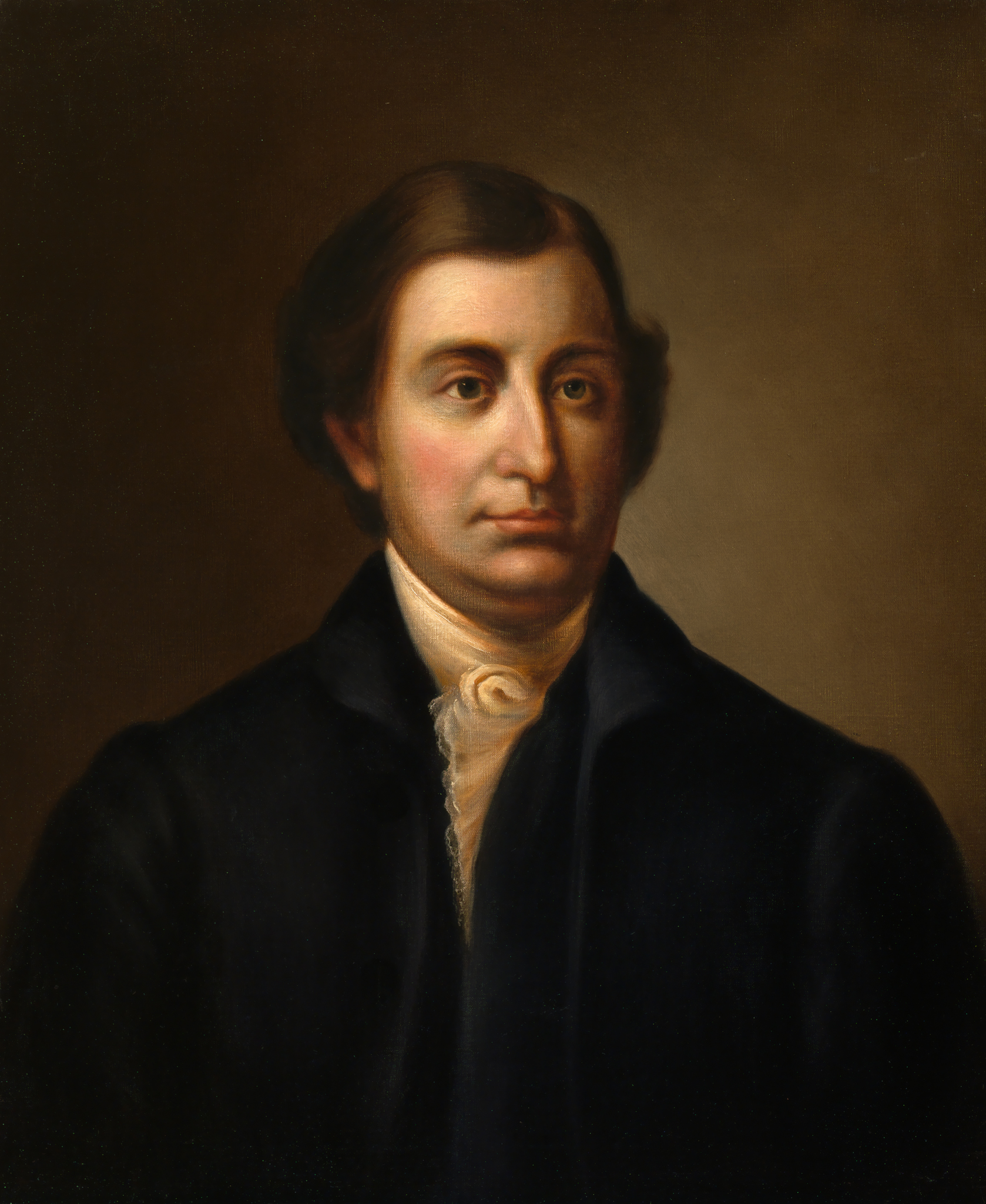
Edmund Randolph
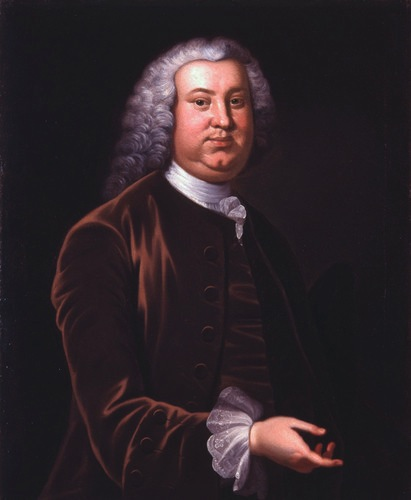
Peyton Randolph